# Biserica de lemn din Dumbrăvița, Bihor

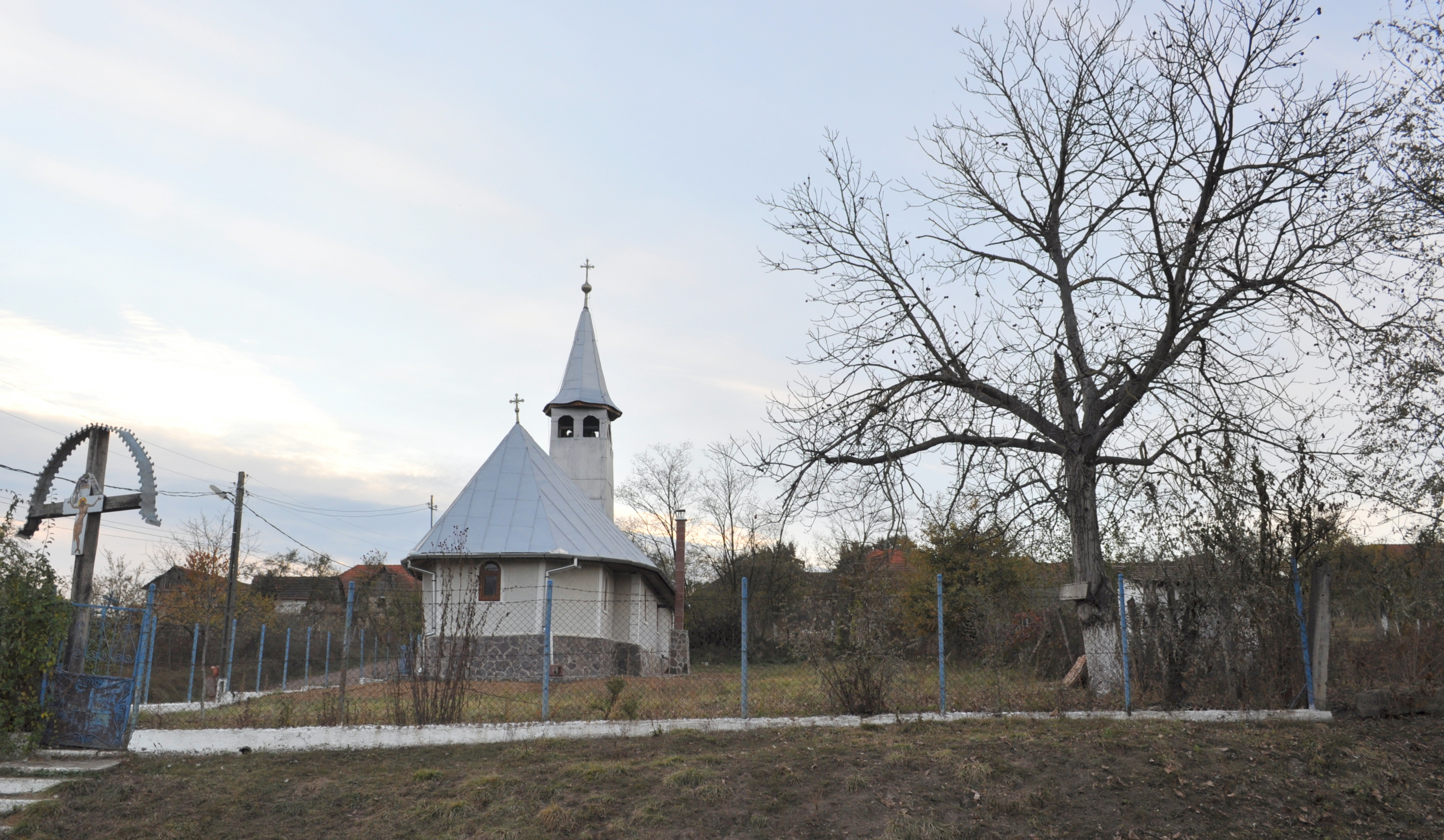
Biserica de lemn „Sfinții Arhangheli Mihail și Gavriil” din Dumbrăvița Mică, comuna Holod, județul Bihor, foto: octombrie 2011.

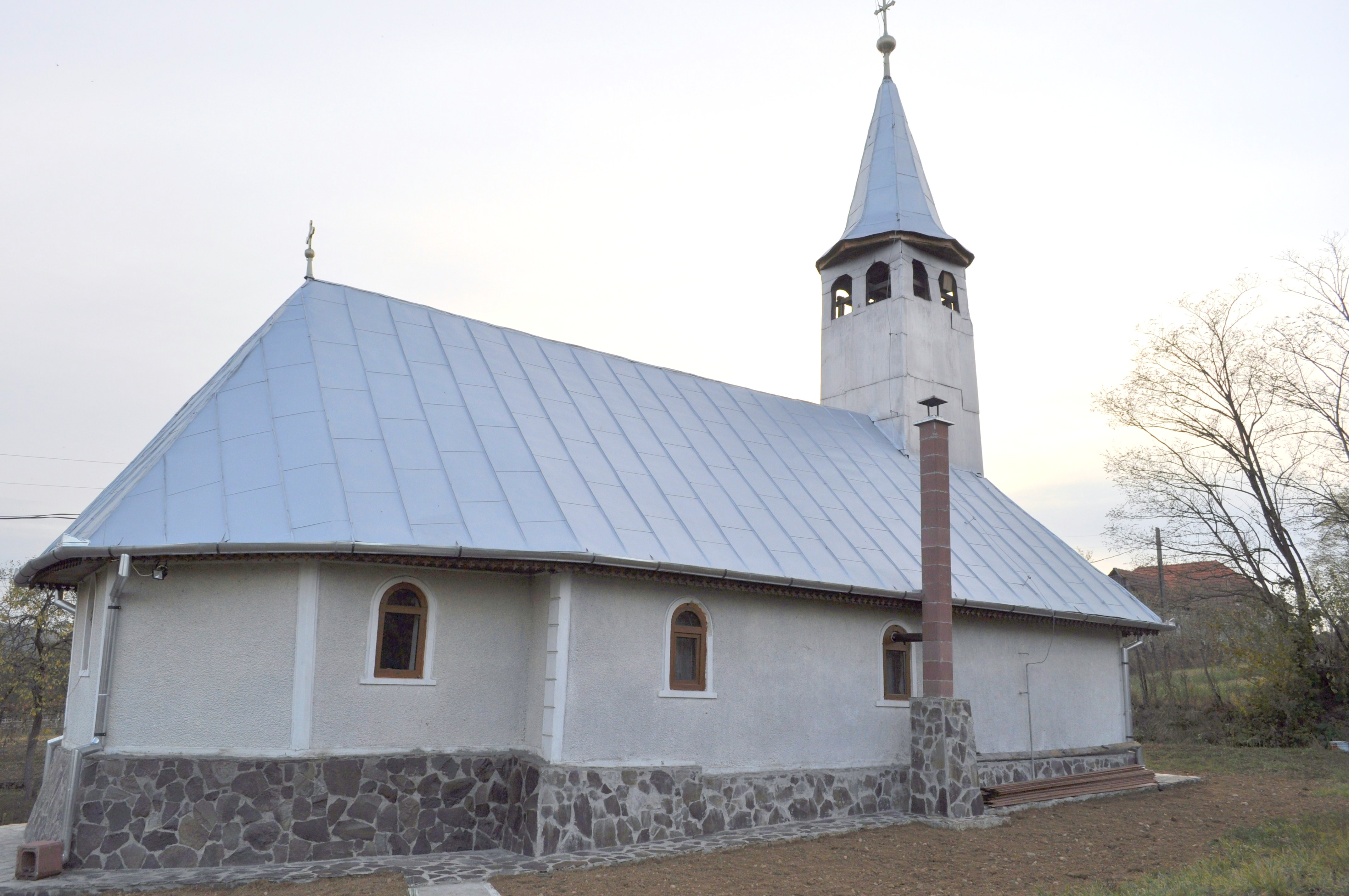
Biserica de lemn „Sfinții Arhangheli Mihail și Gavriil” din Dumbrăvița Mică, comuna Holod, județul Bihor, foto: octombrie 2011.

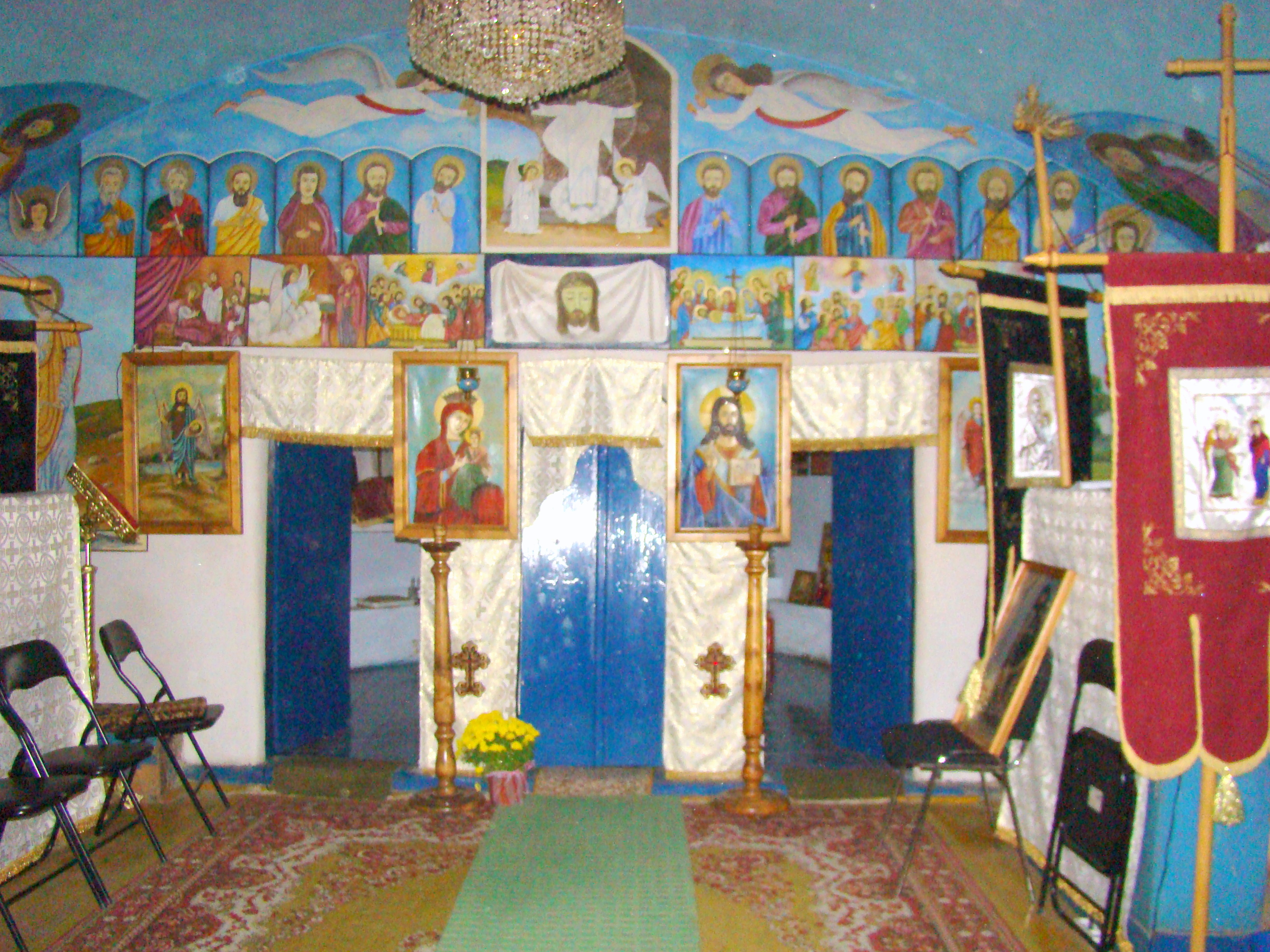
Interiorul navei

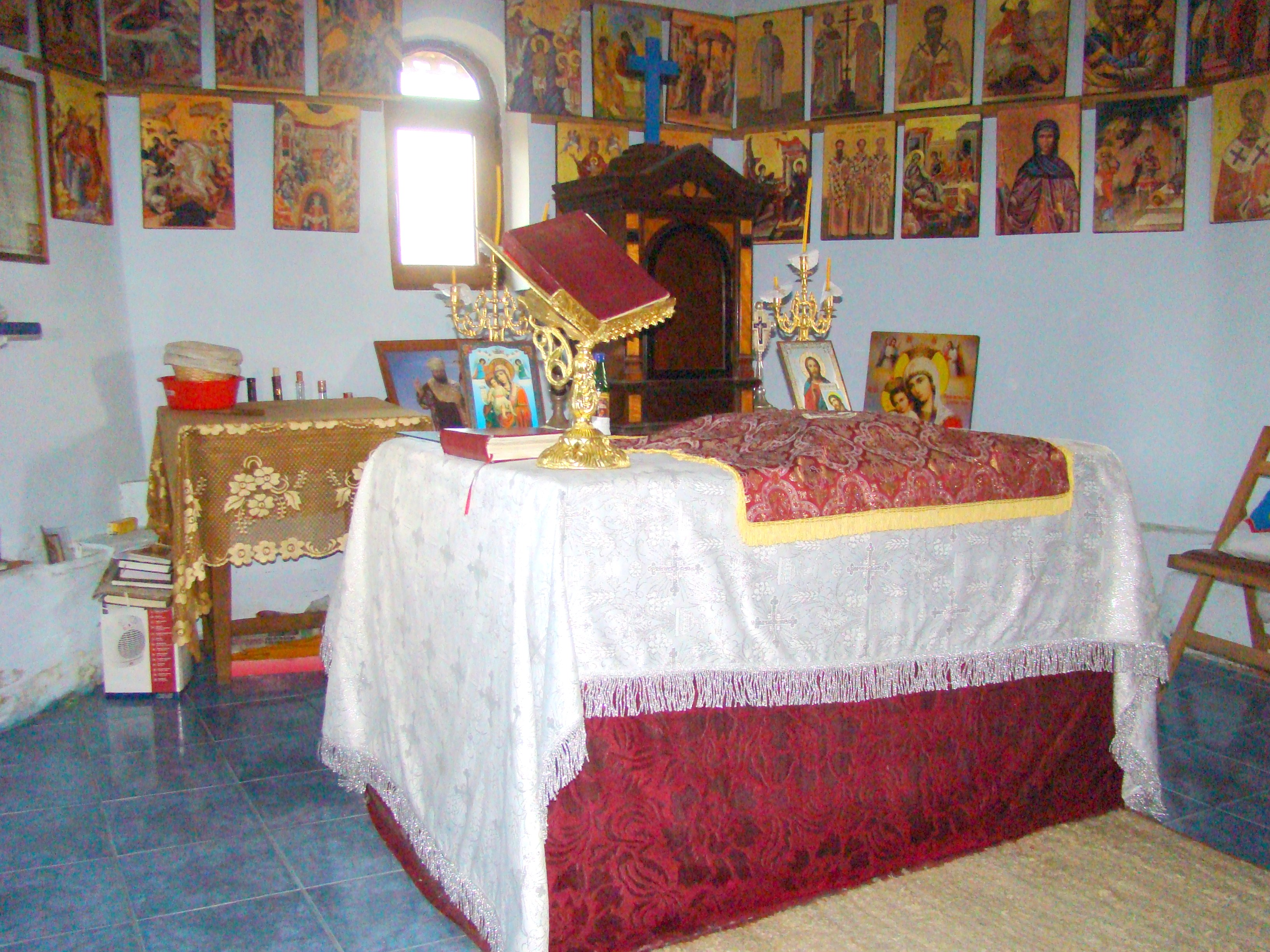
În altar

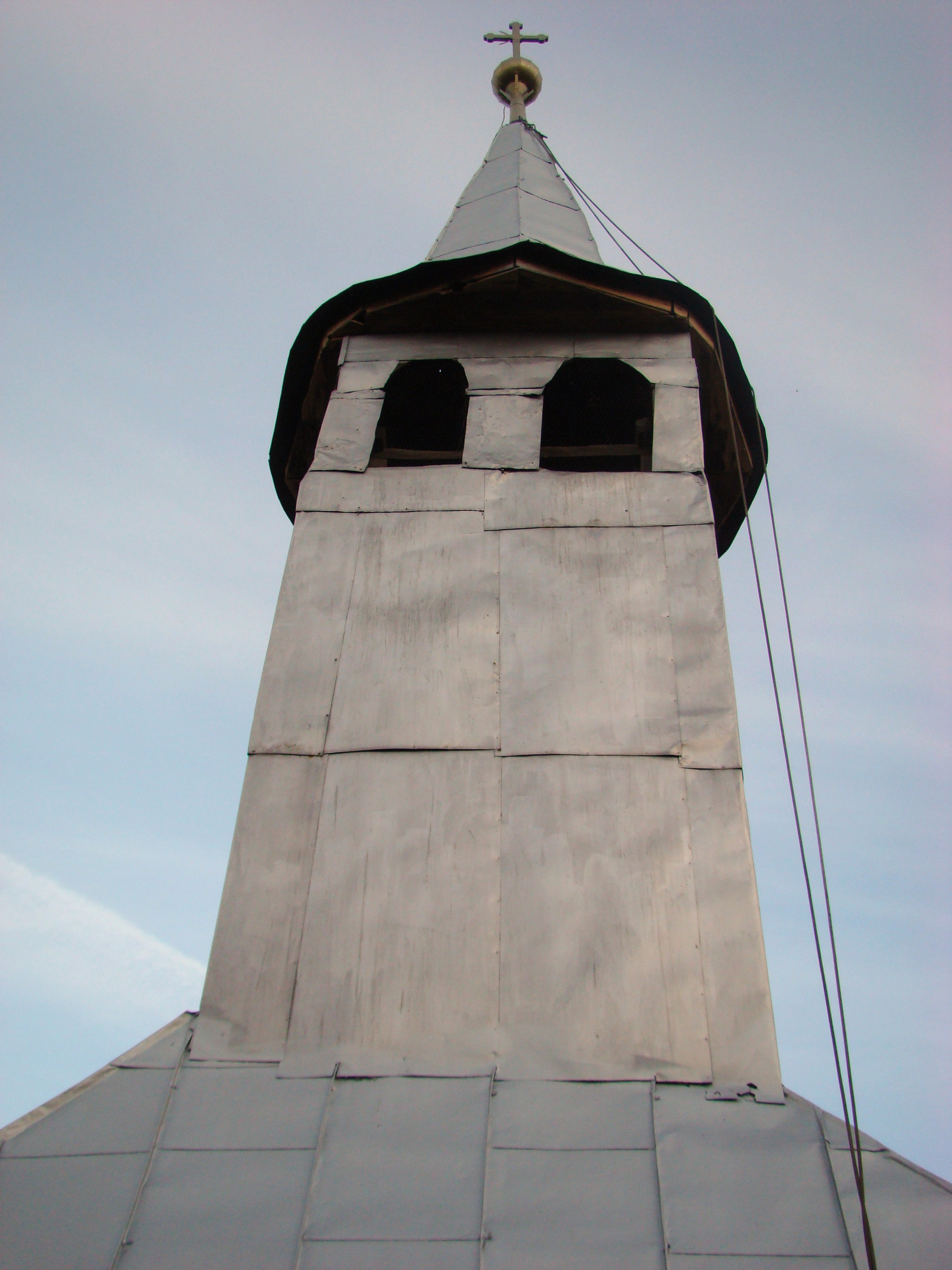
Turnul-clopotniță

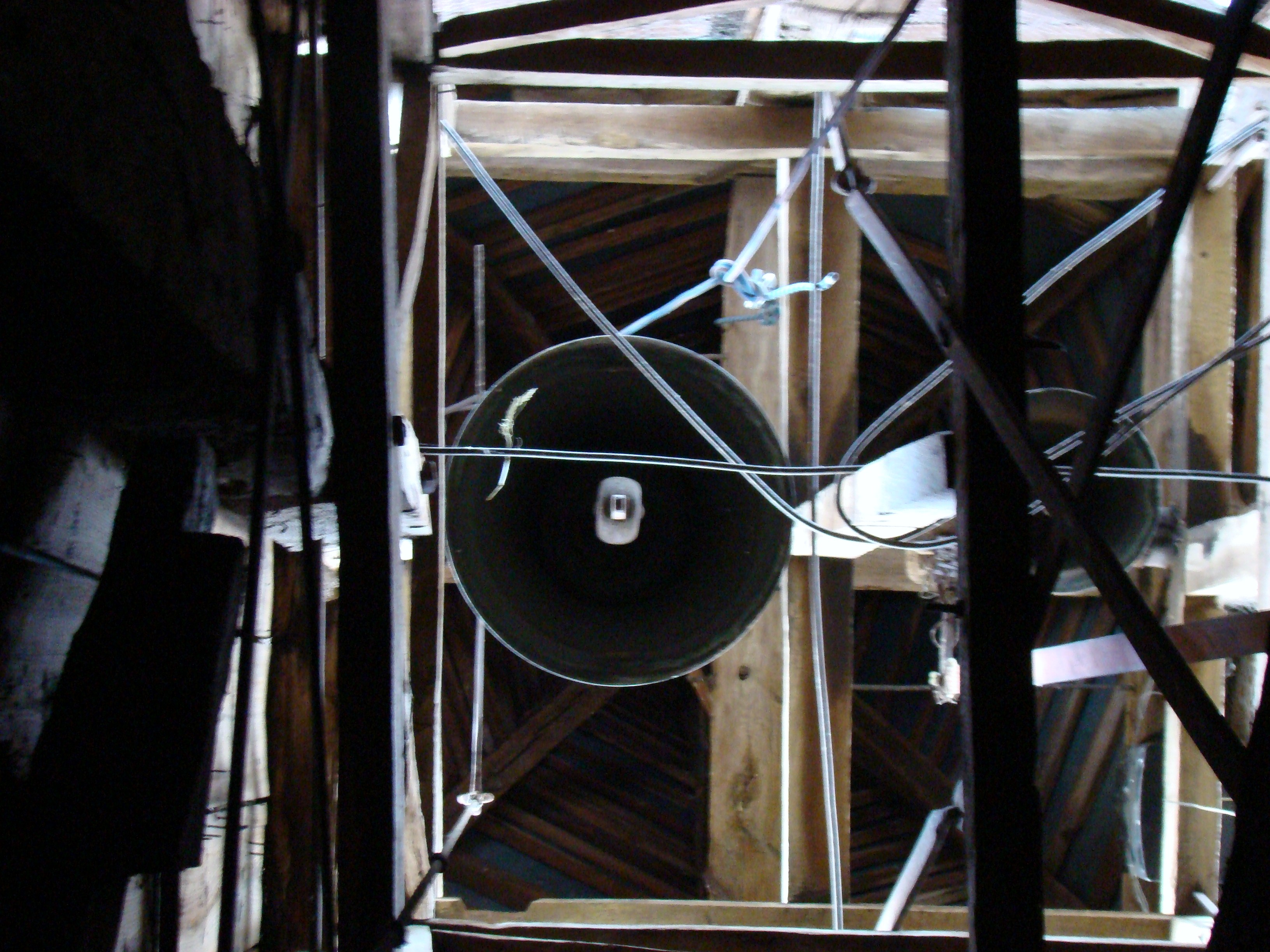
Clopotele bisericii

Biserica de lemn din Dumbrăvița Mică, comuna Holod, județul Bihor, datează din 1724. Are hramul „Sfinții Arhangheli Mihail și Gavriil”. Biserica nu se află pe noua listă a monumentelor istorice. 

## Istoric și trăsături
A fost construită în anul 1724, în întregime din lemn și acoperită cu paie.
A ars în anul 1909.
A fost reconstruită între anii 1922-1923.

## Imagini din exterior

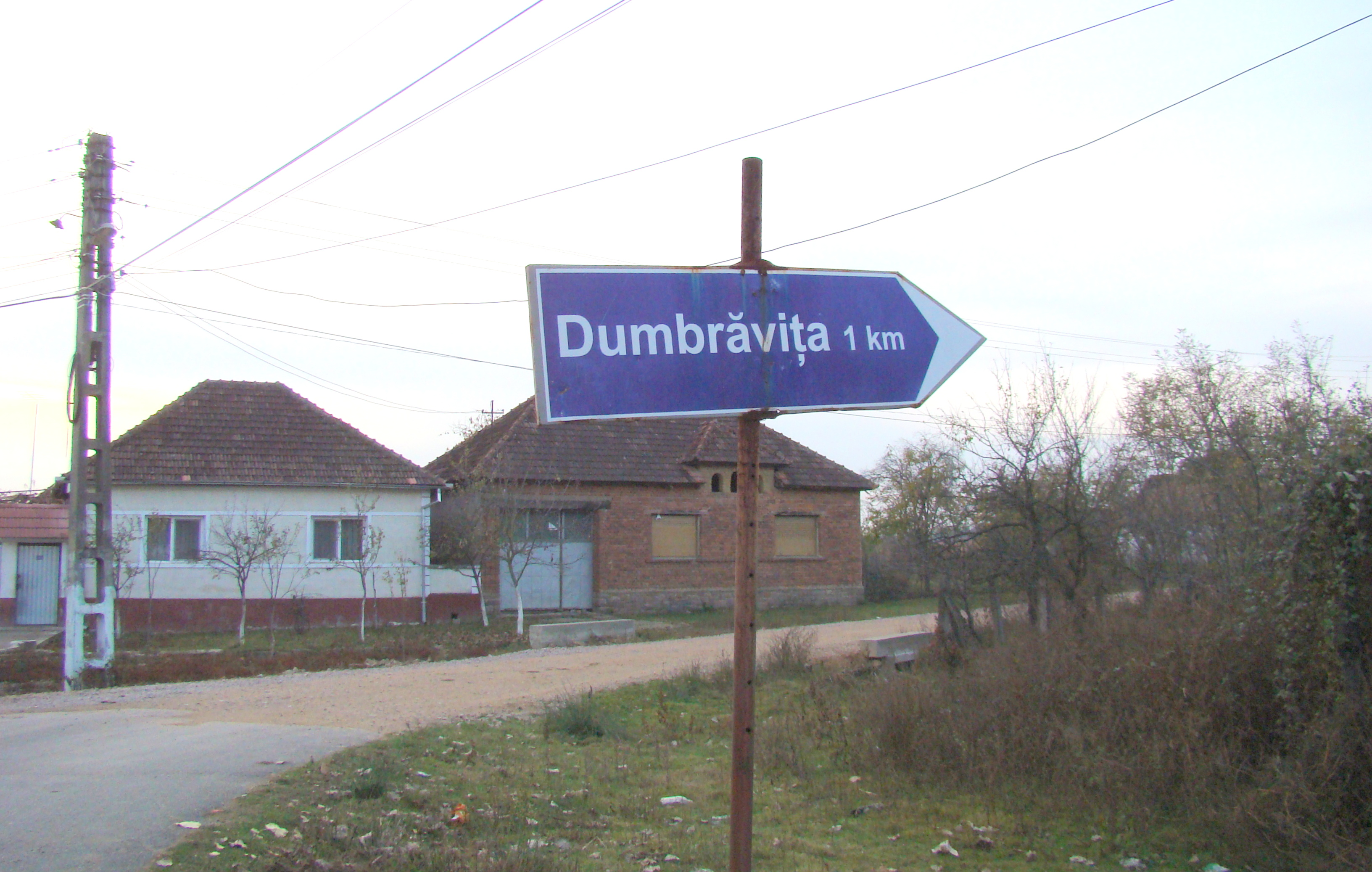
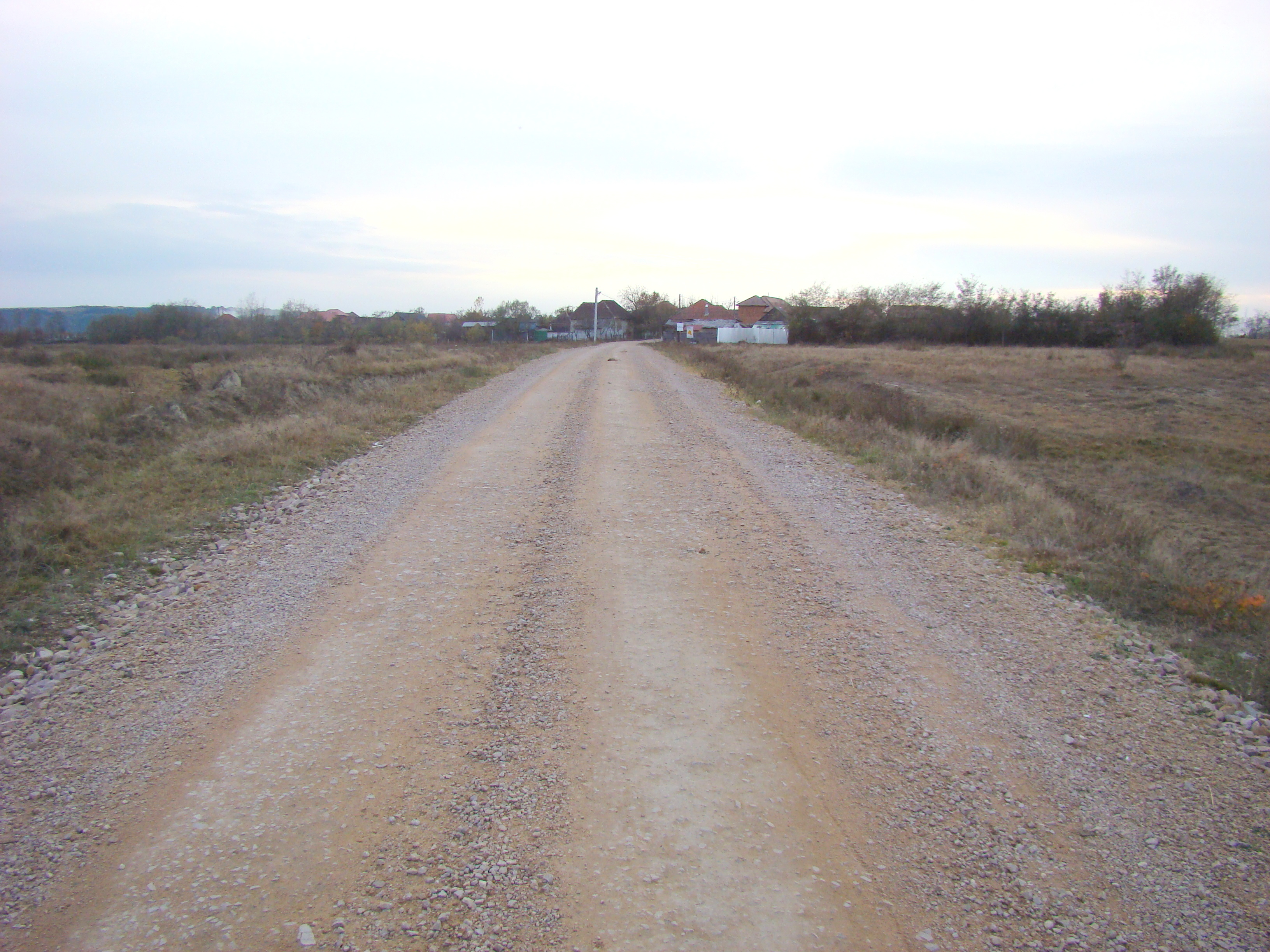
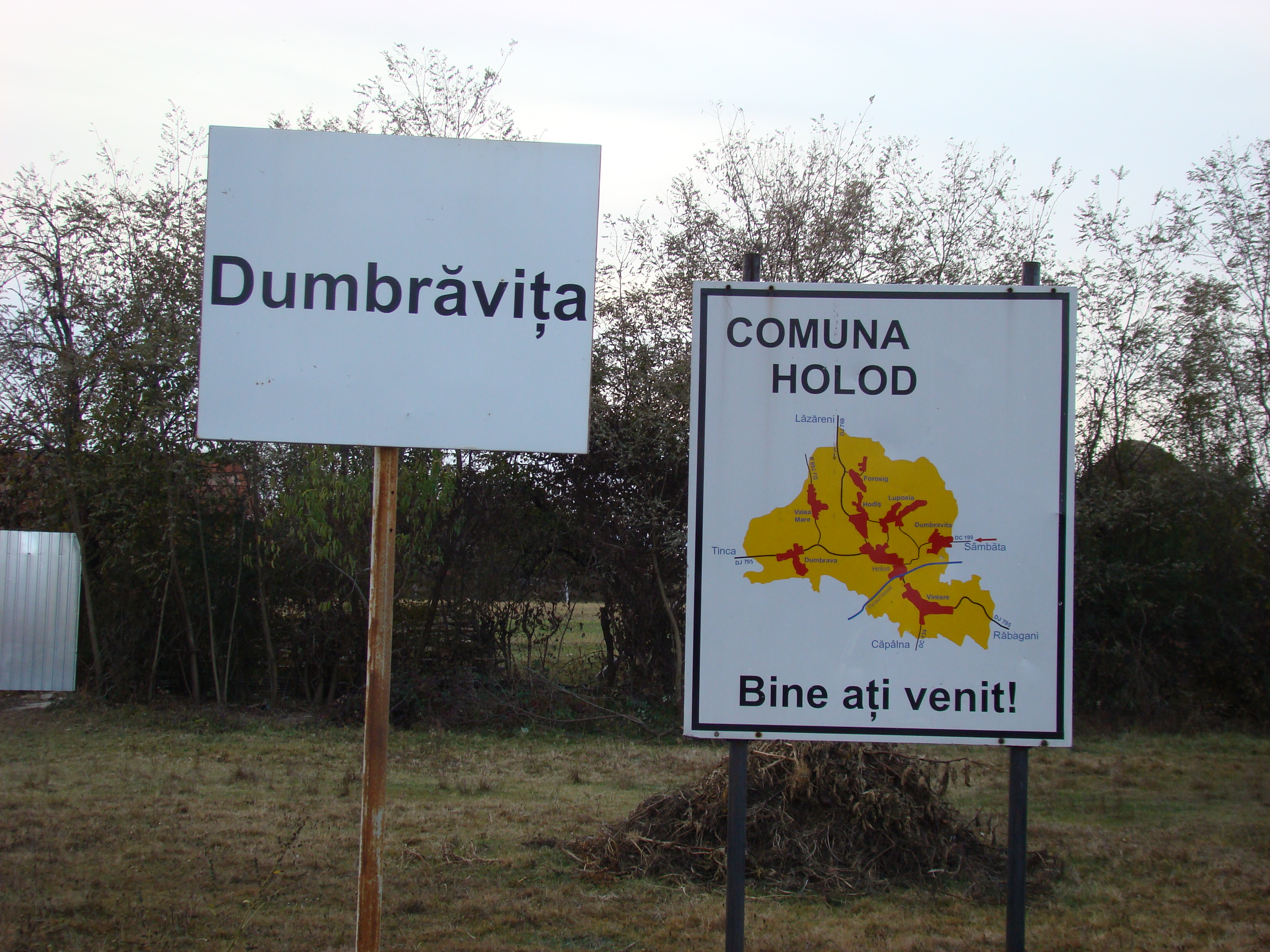
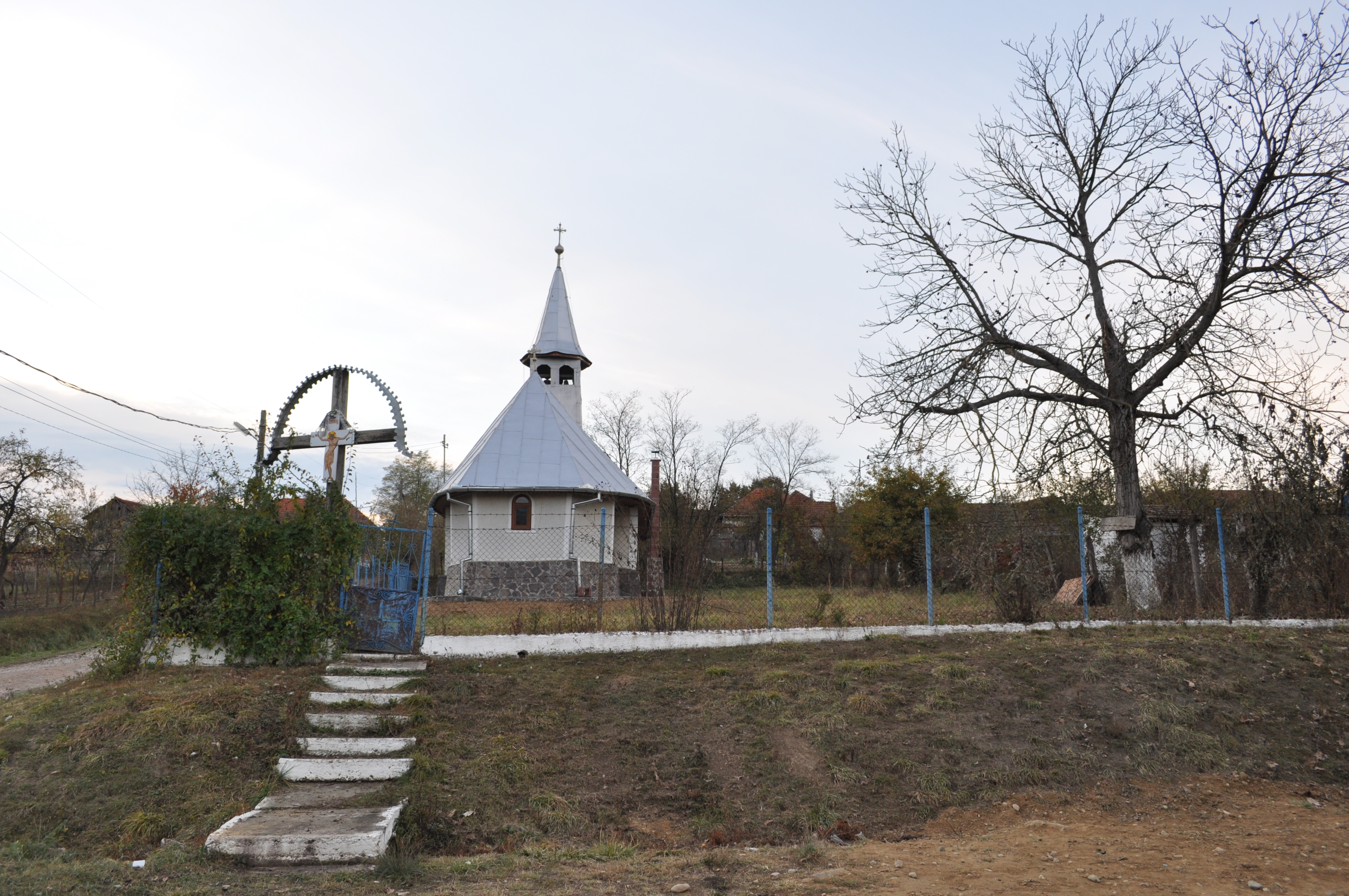
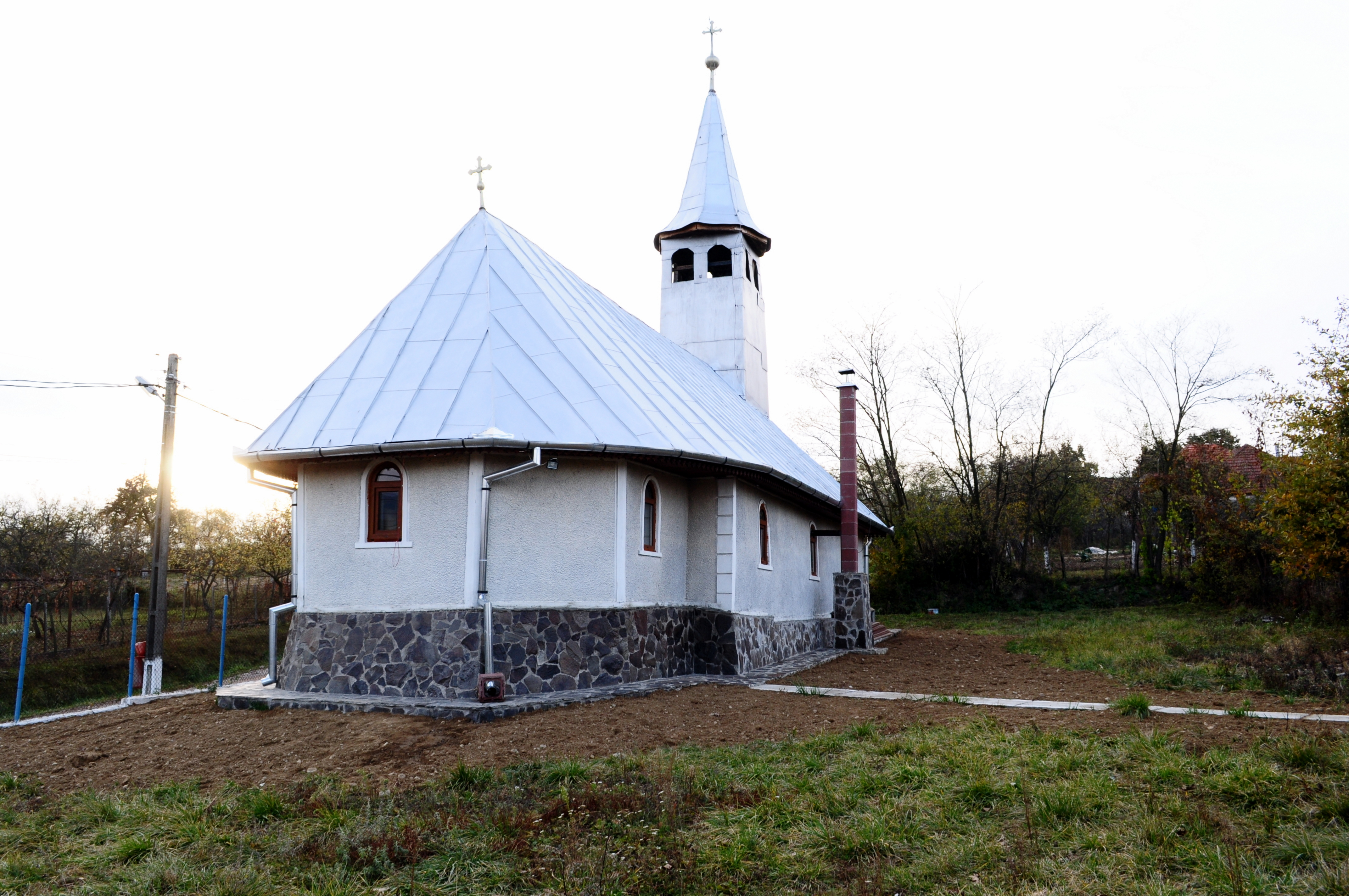
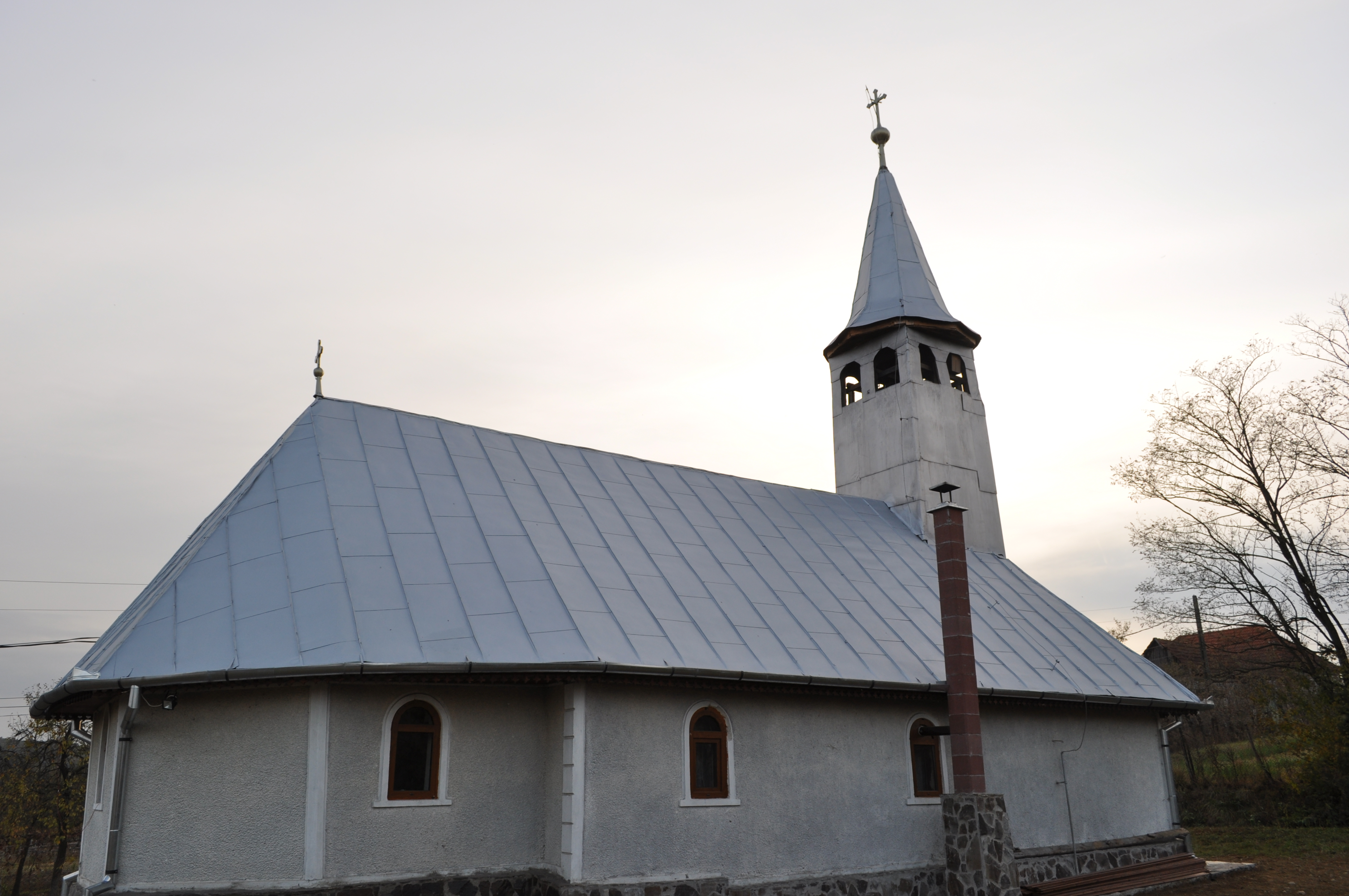
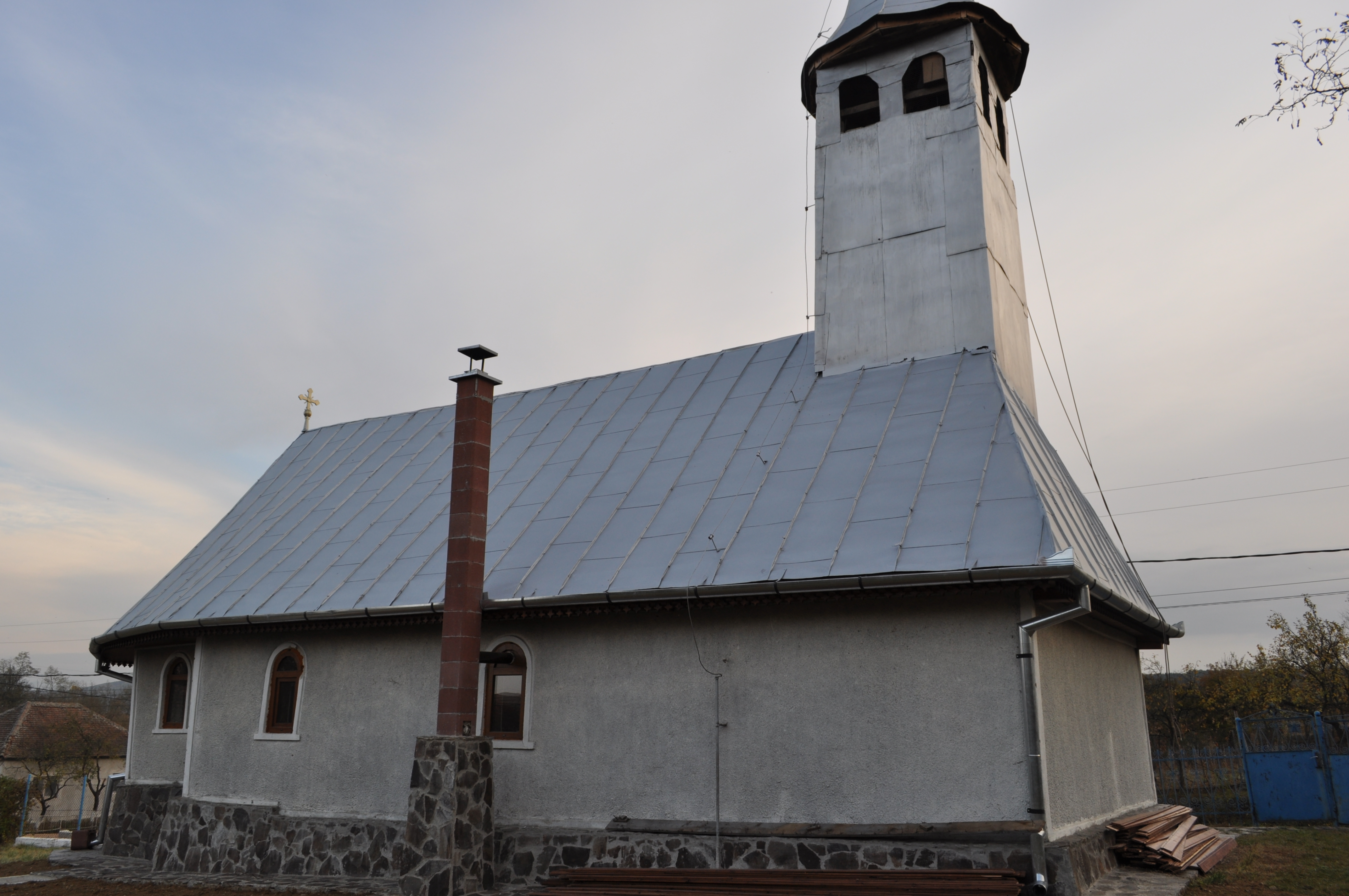
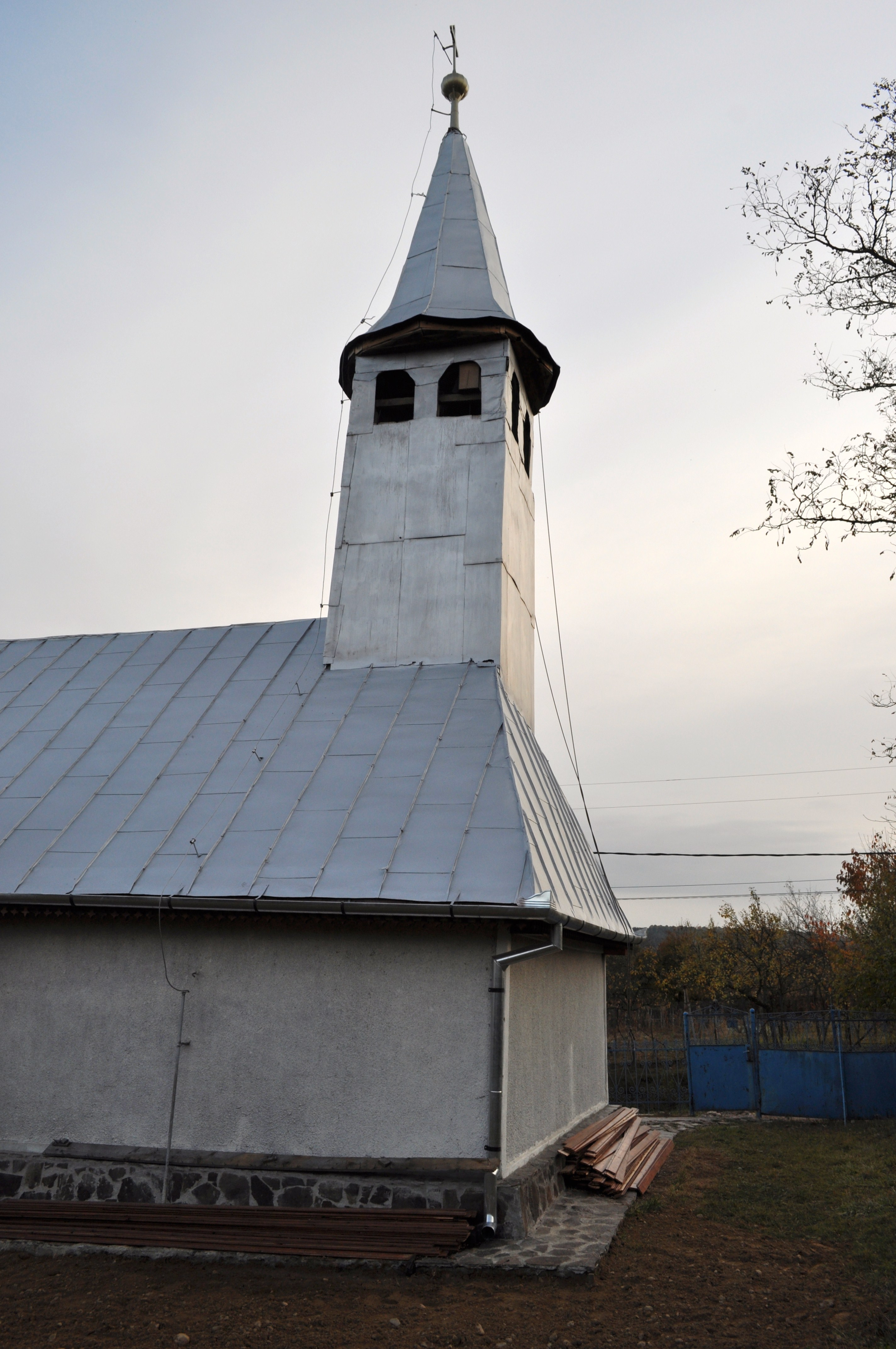
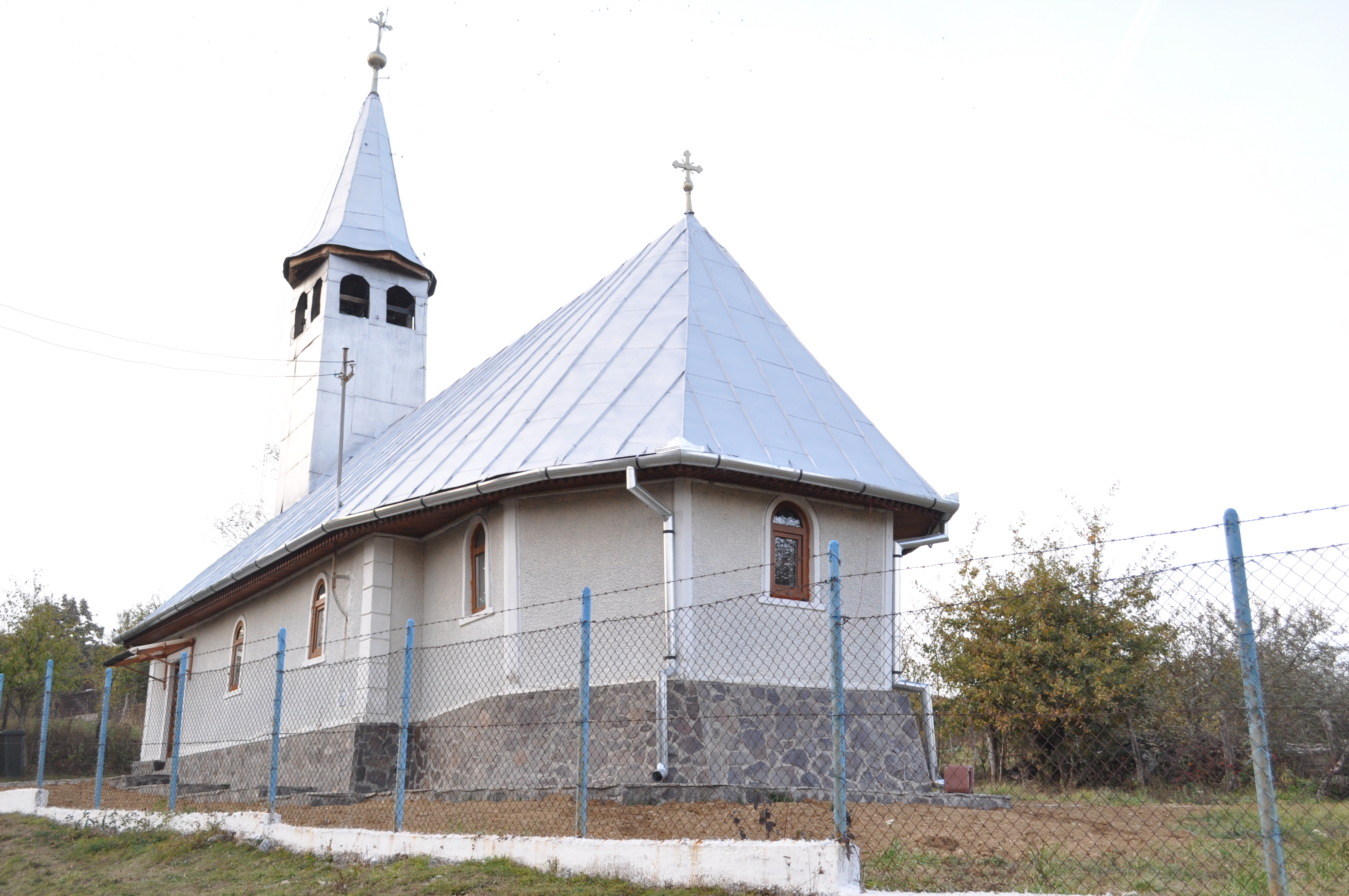
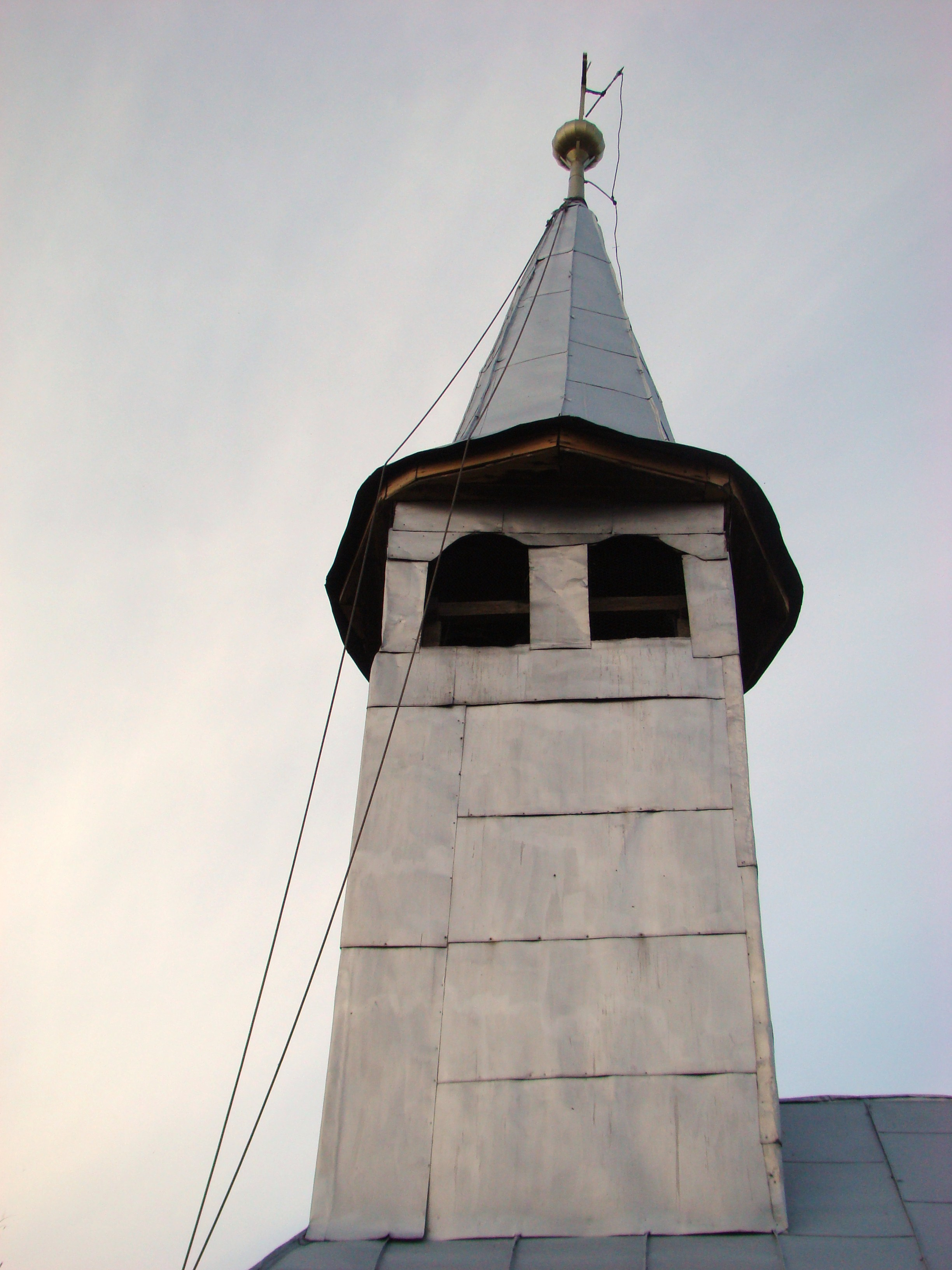
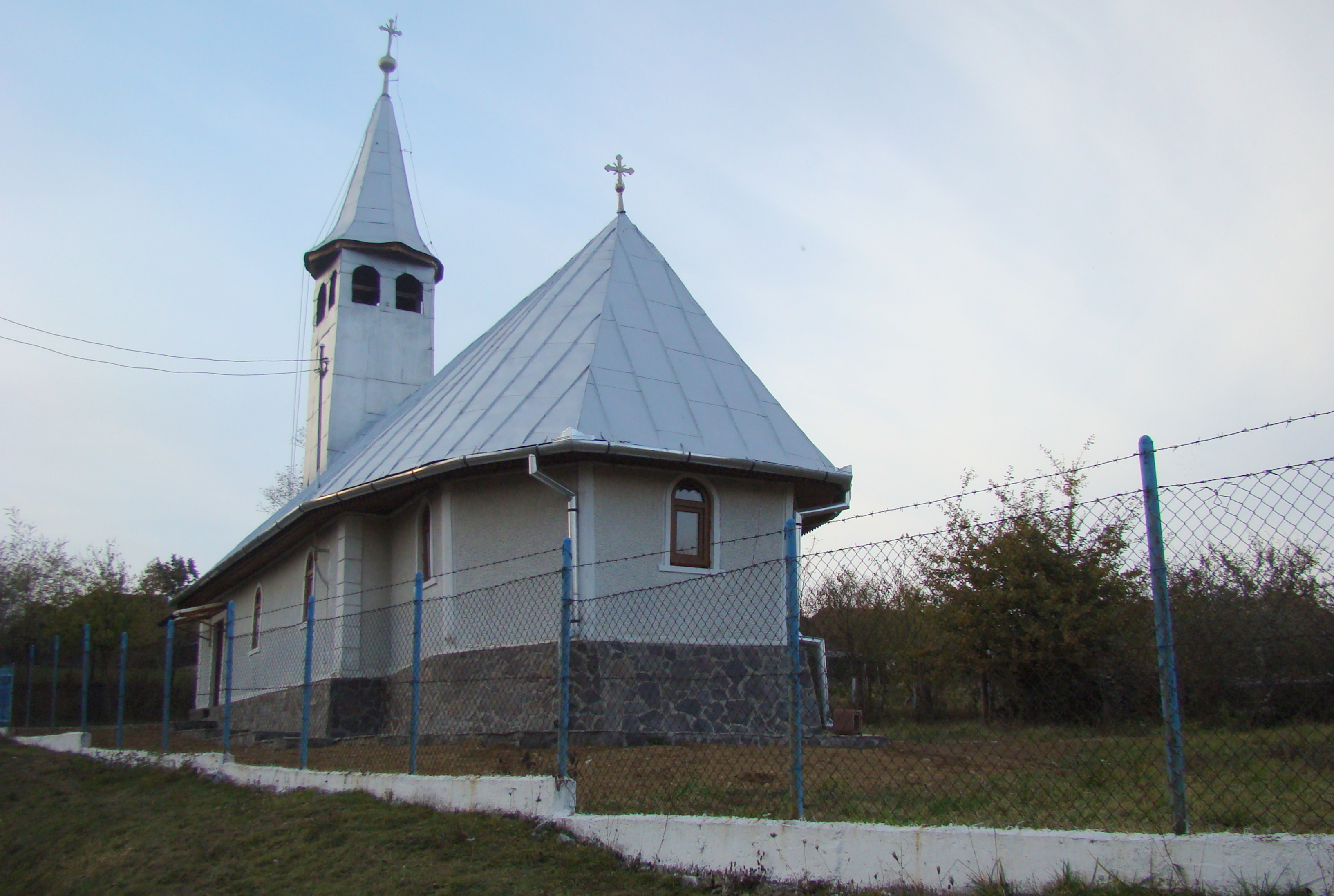
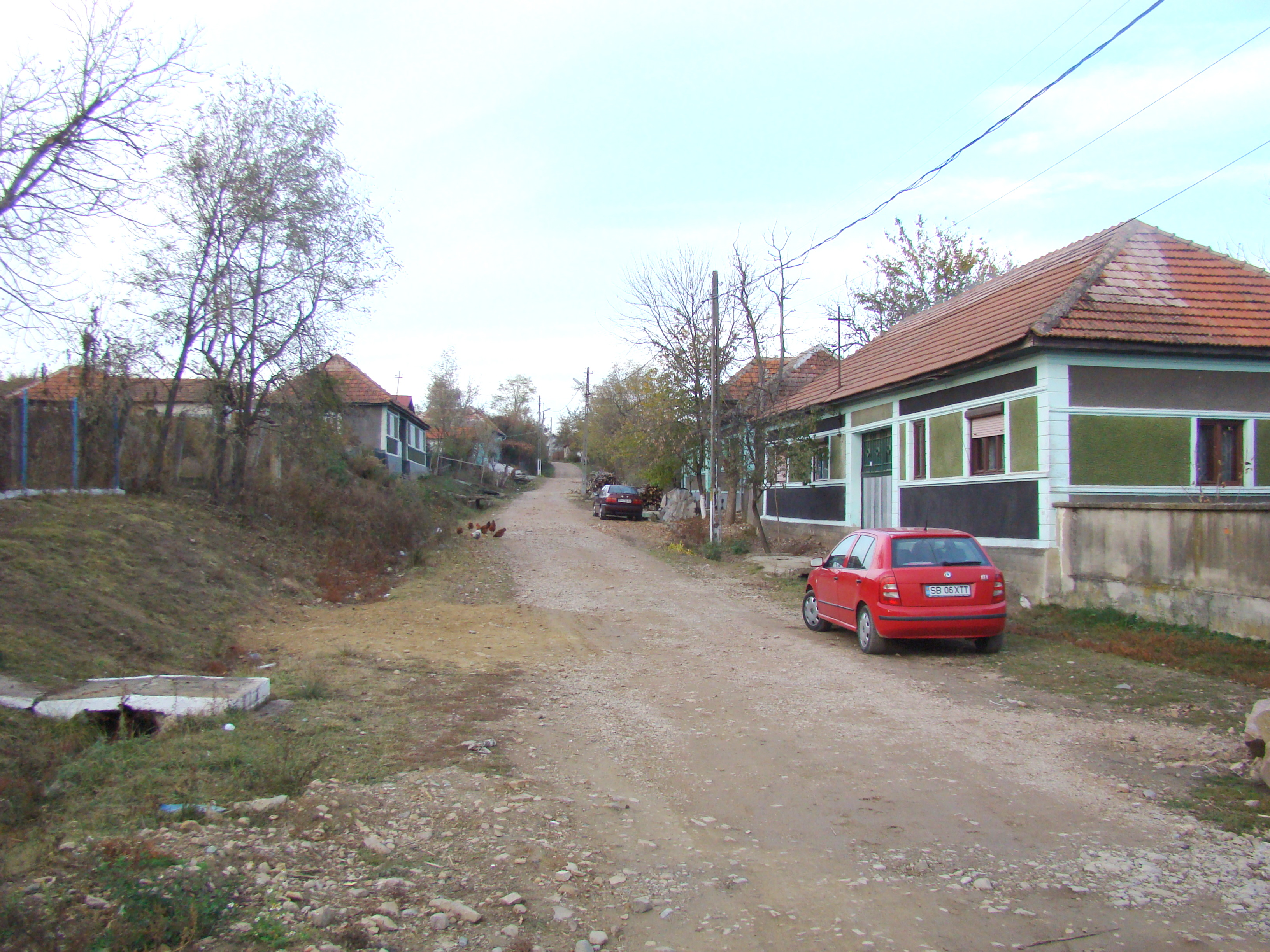
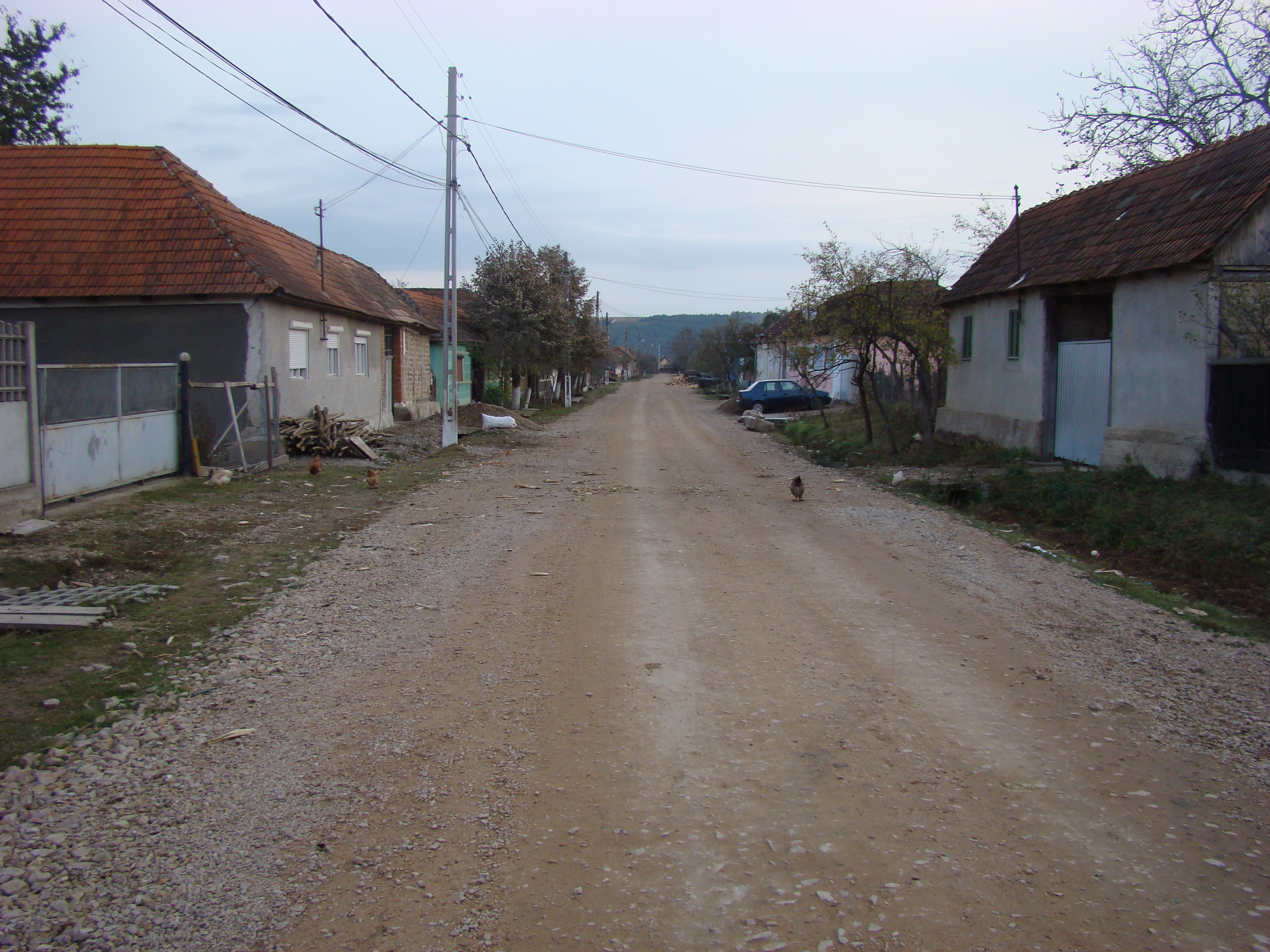
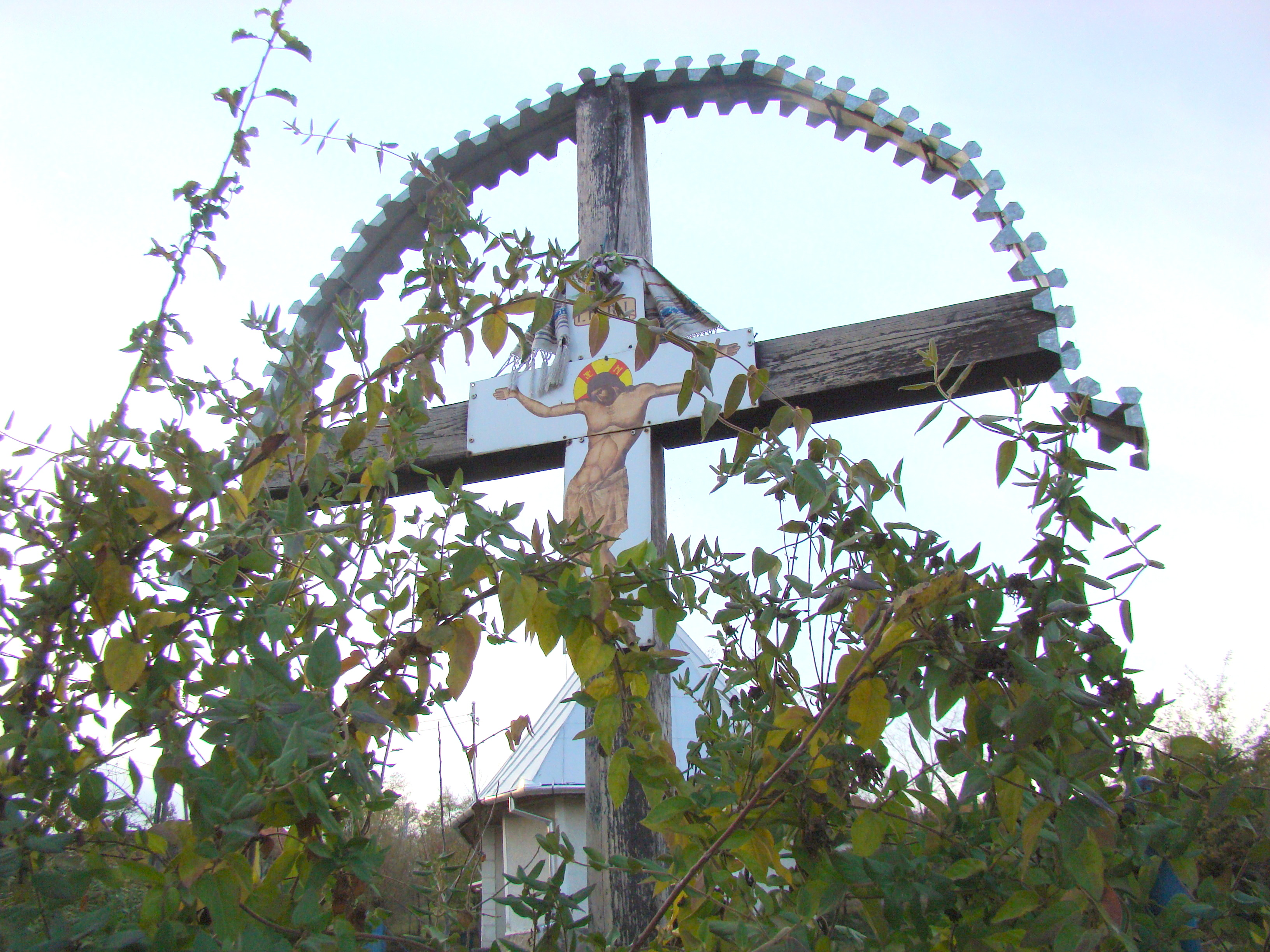
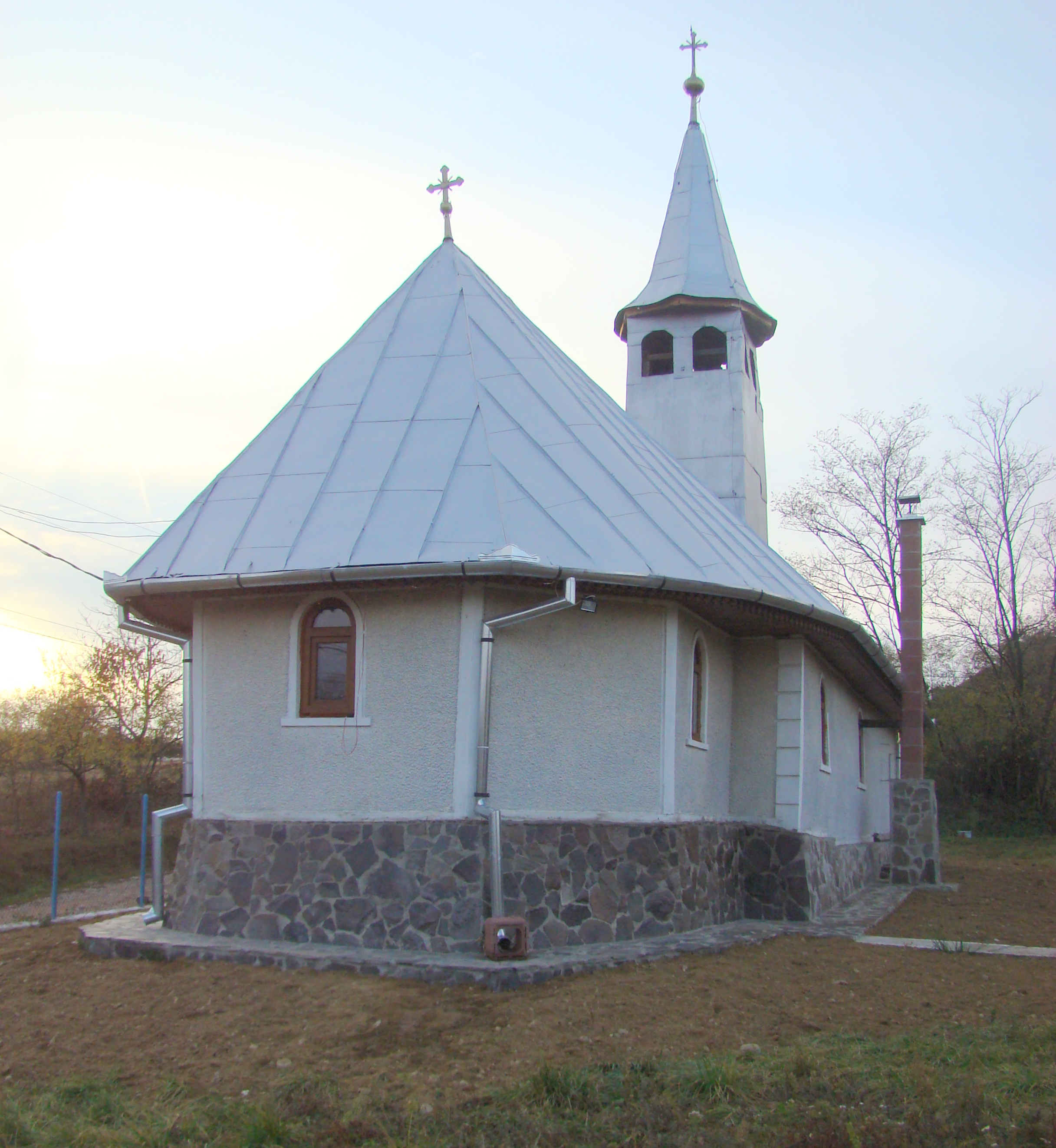
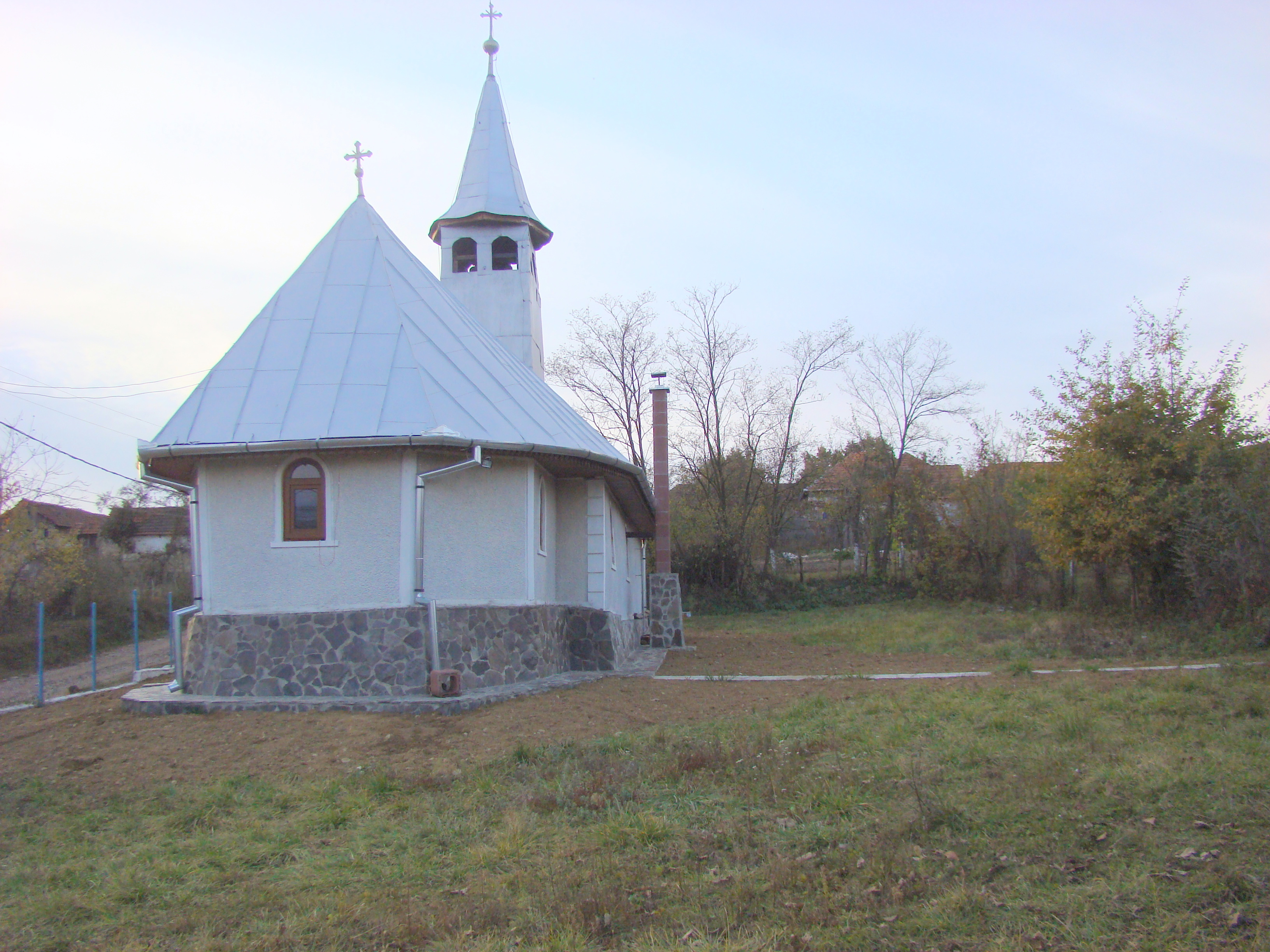
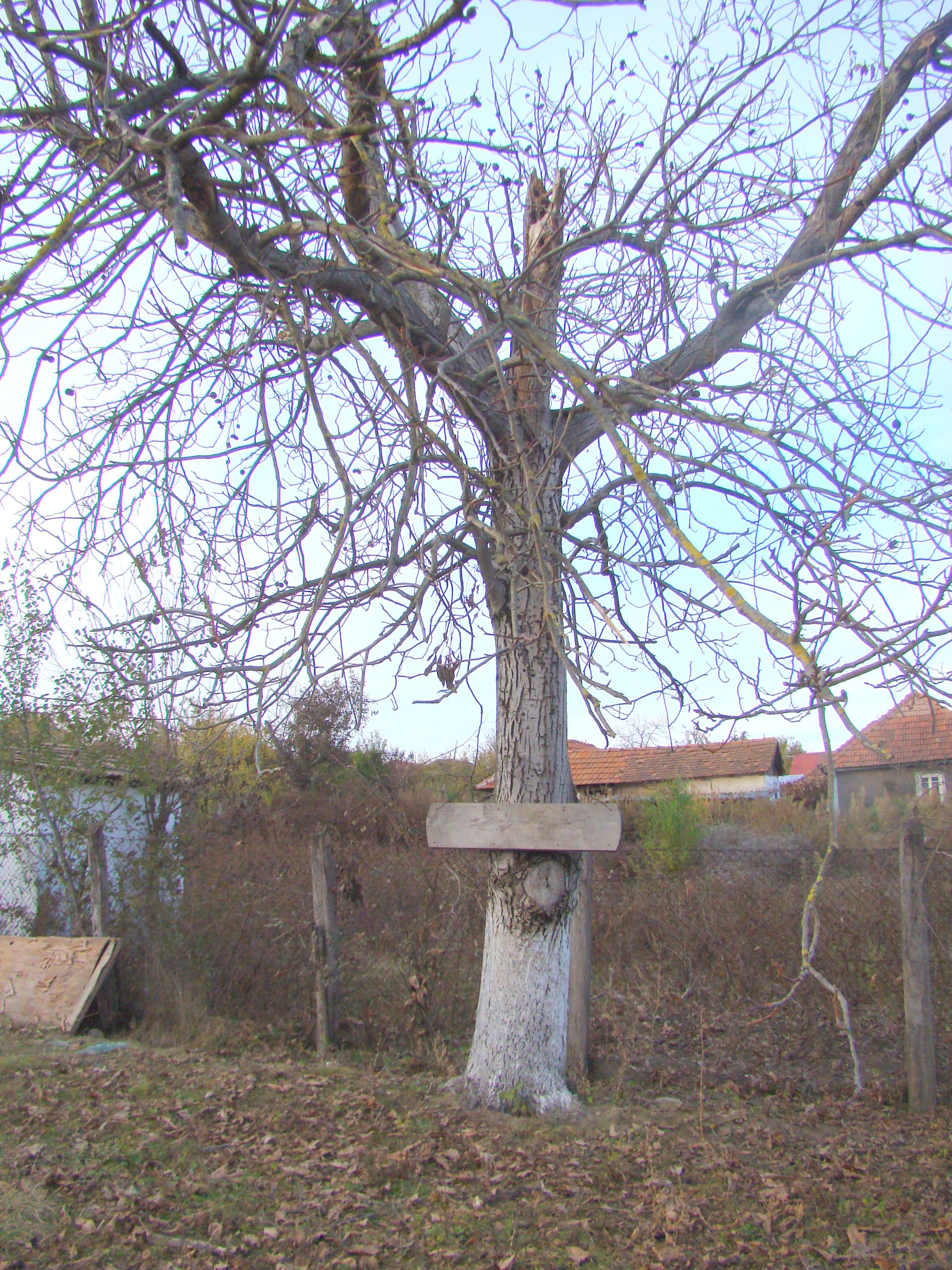
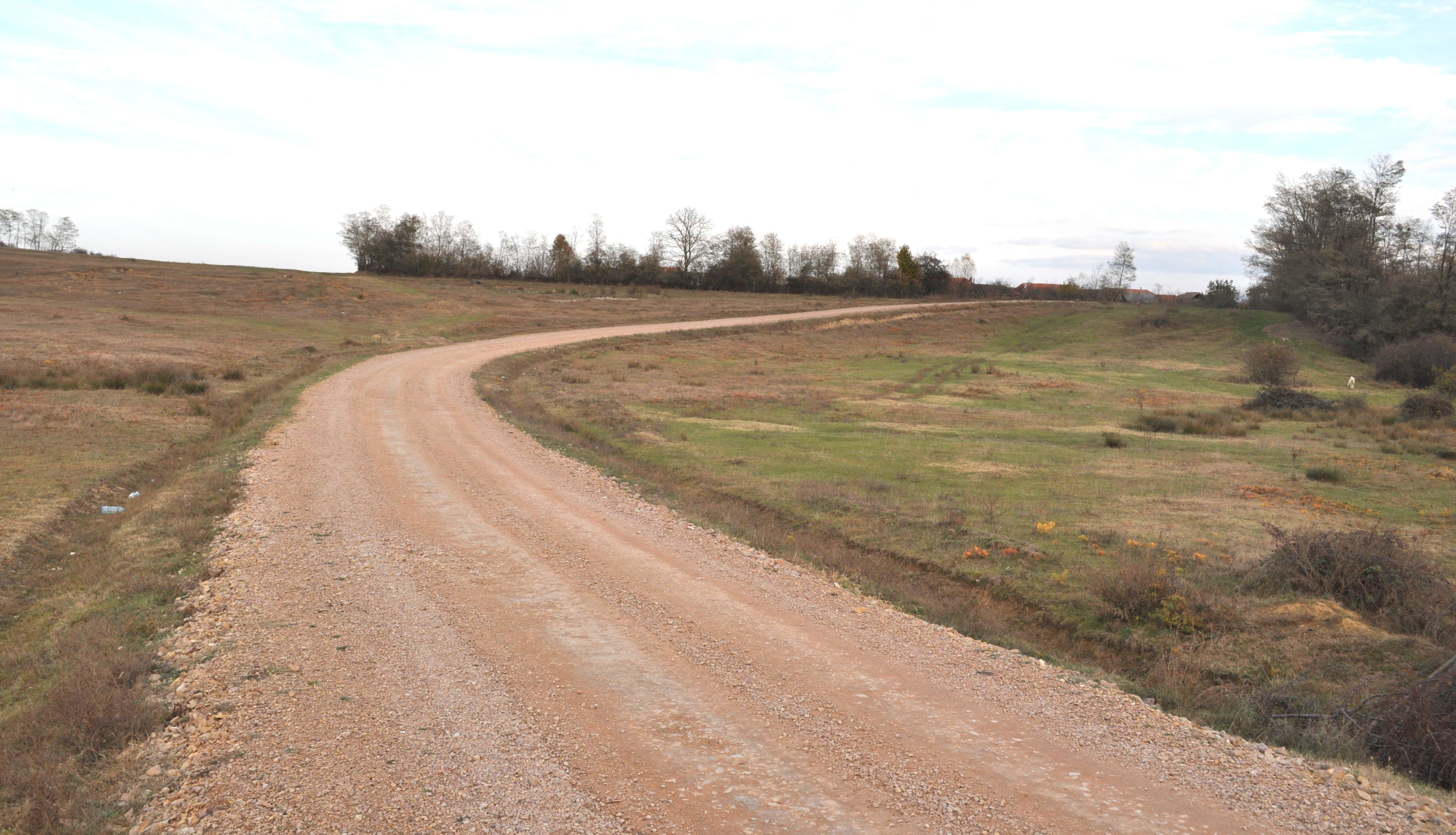

## Imagini din interior

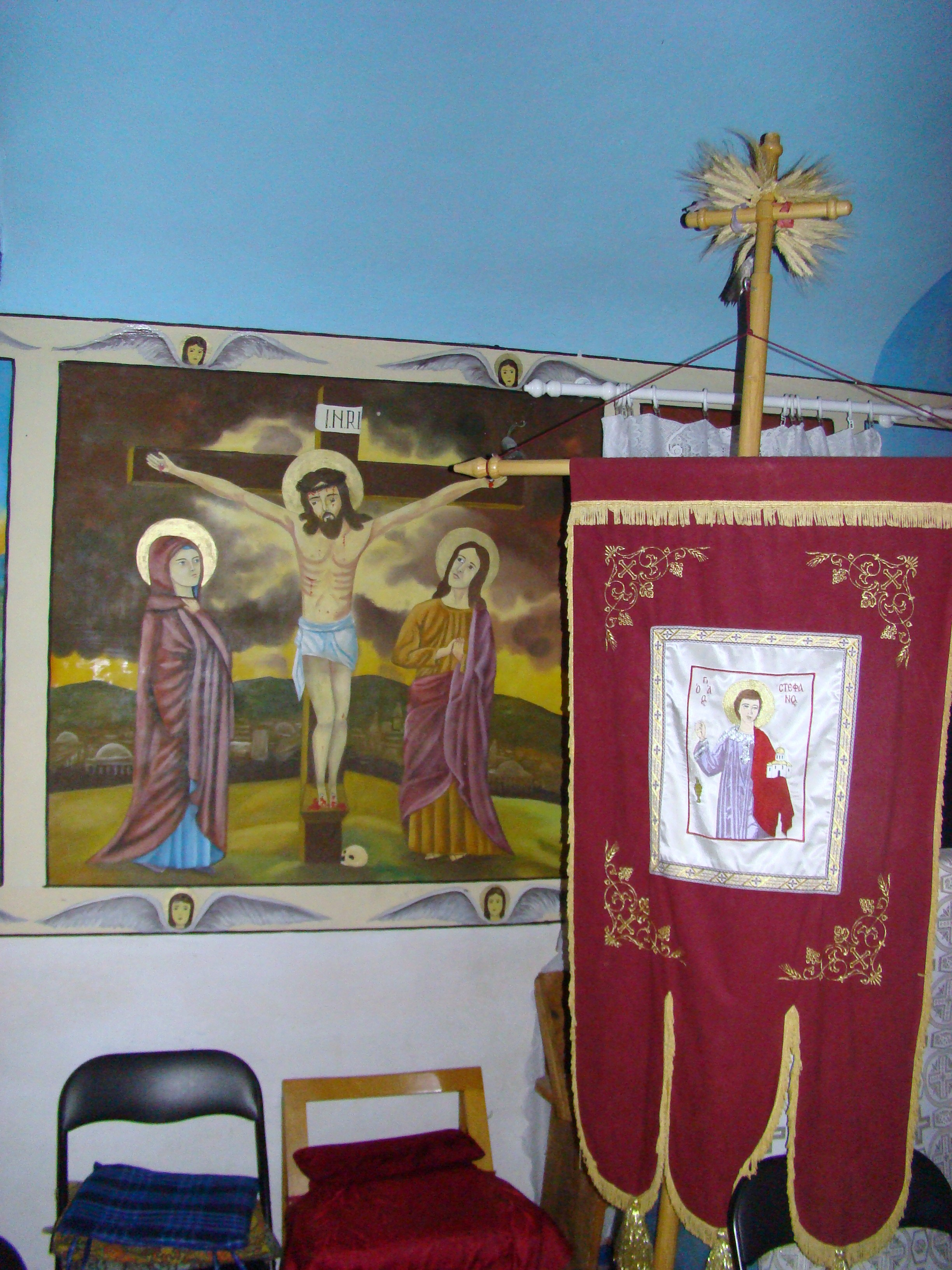
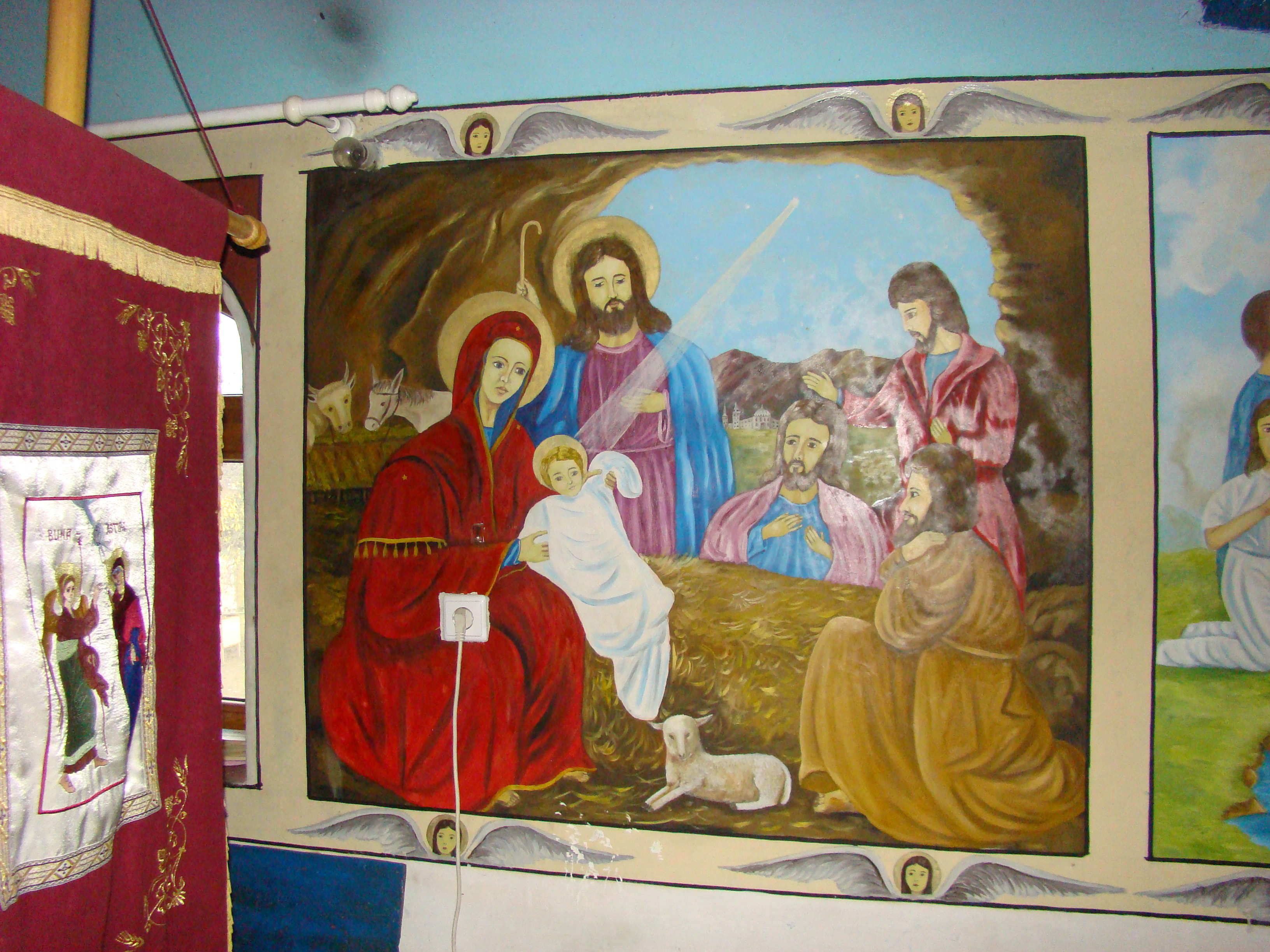
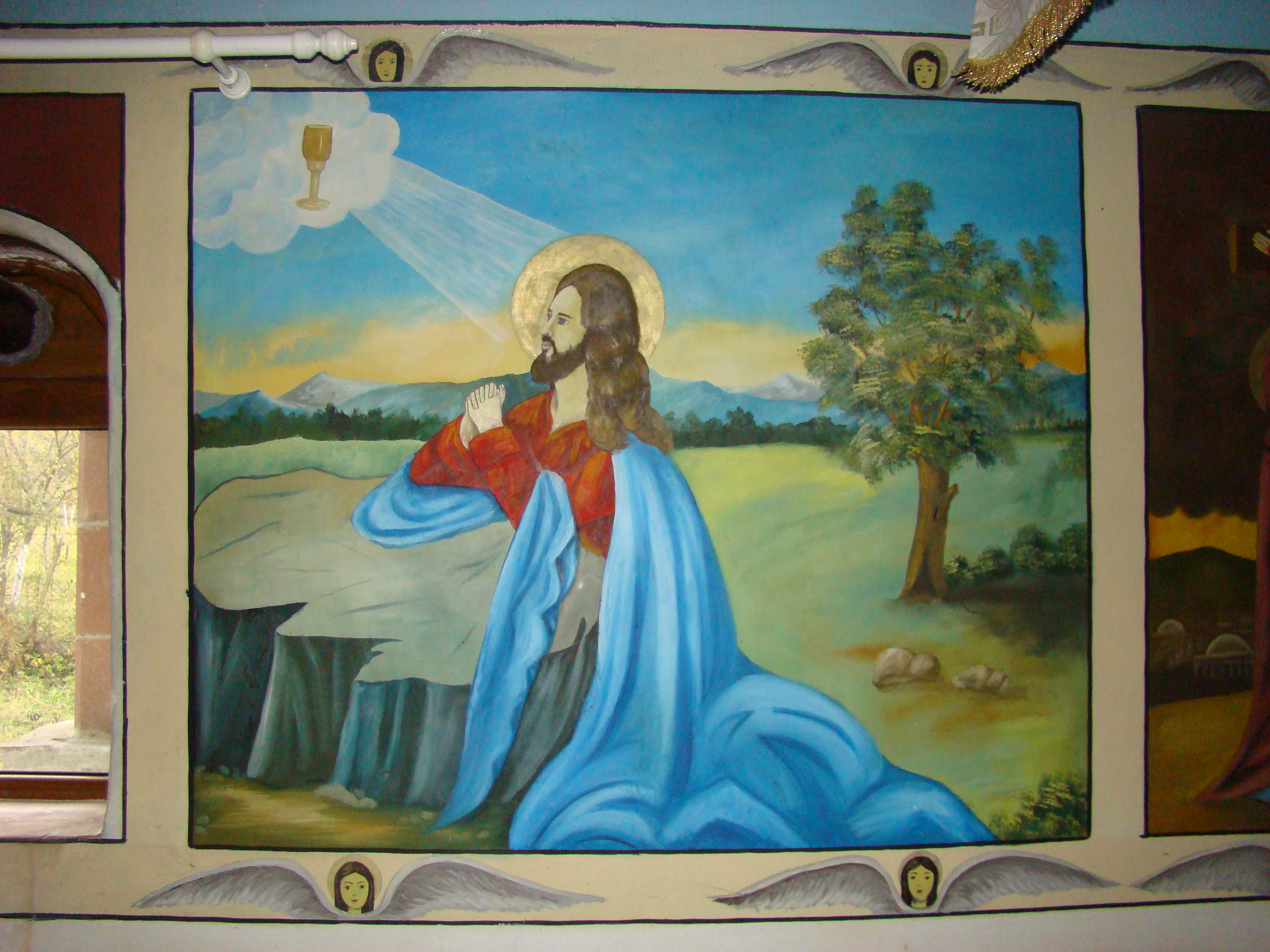
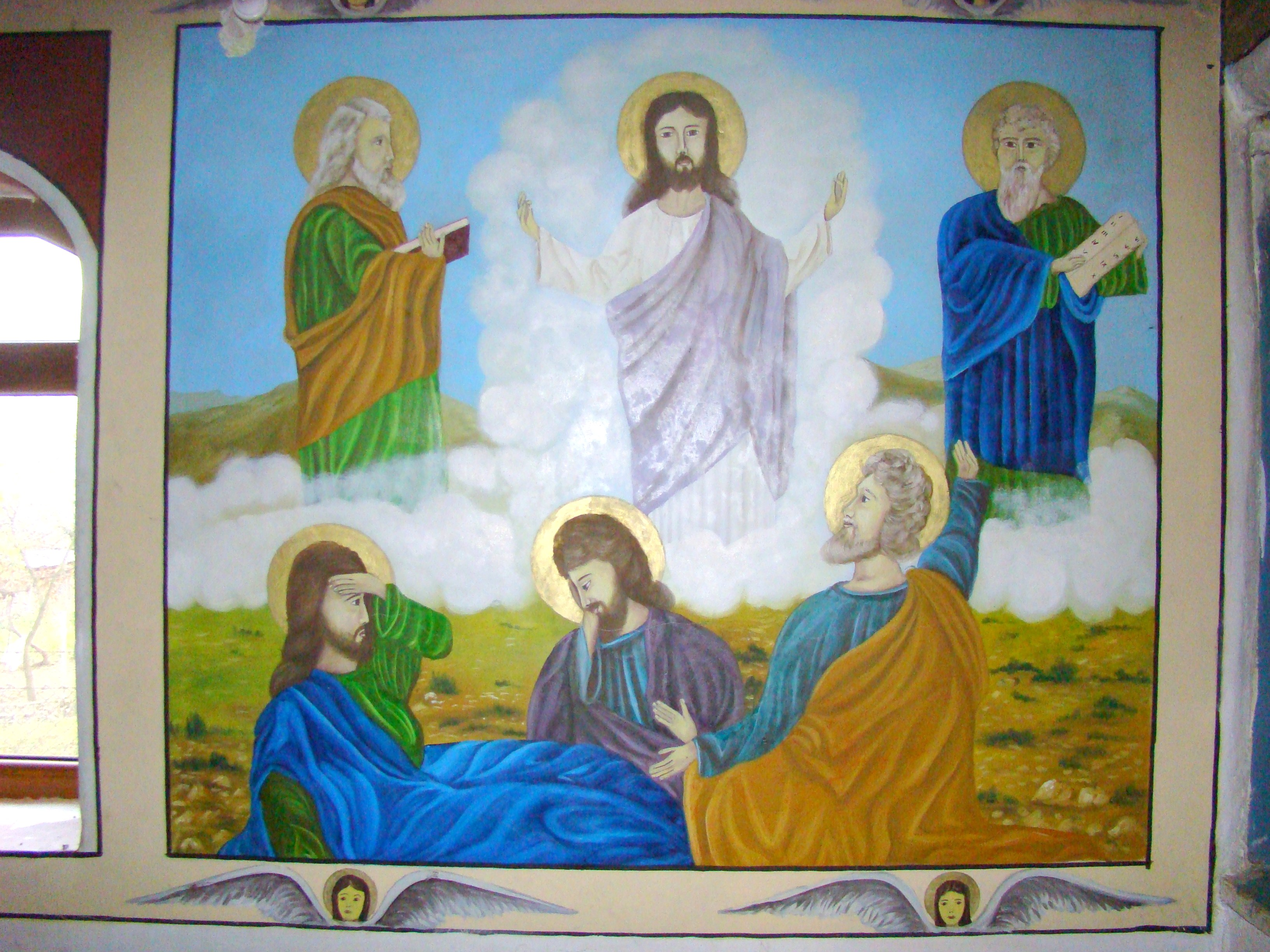
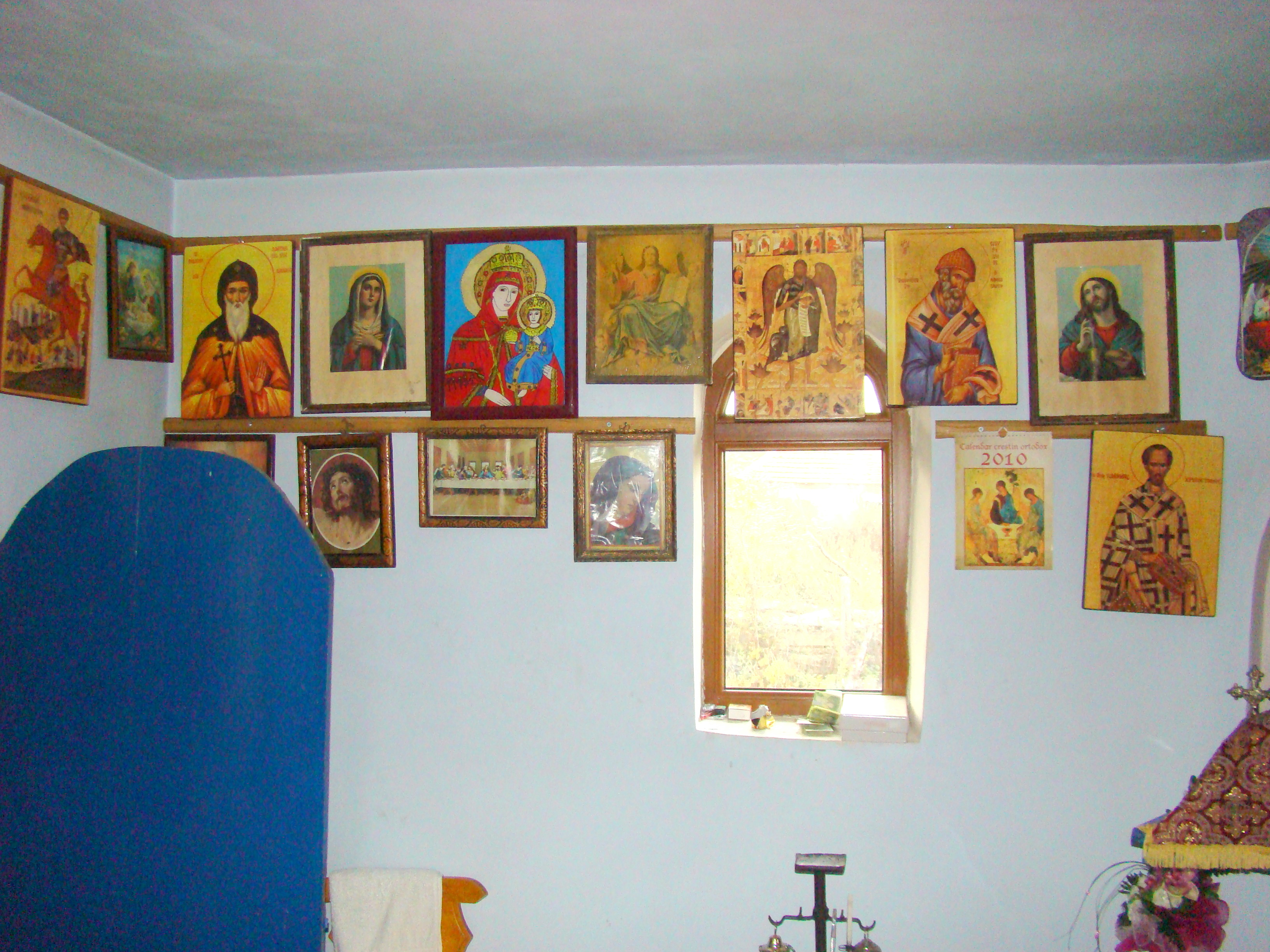
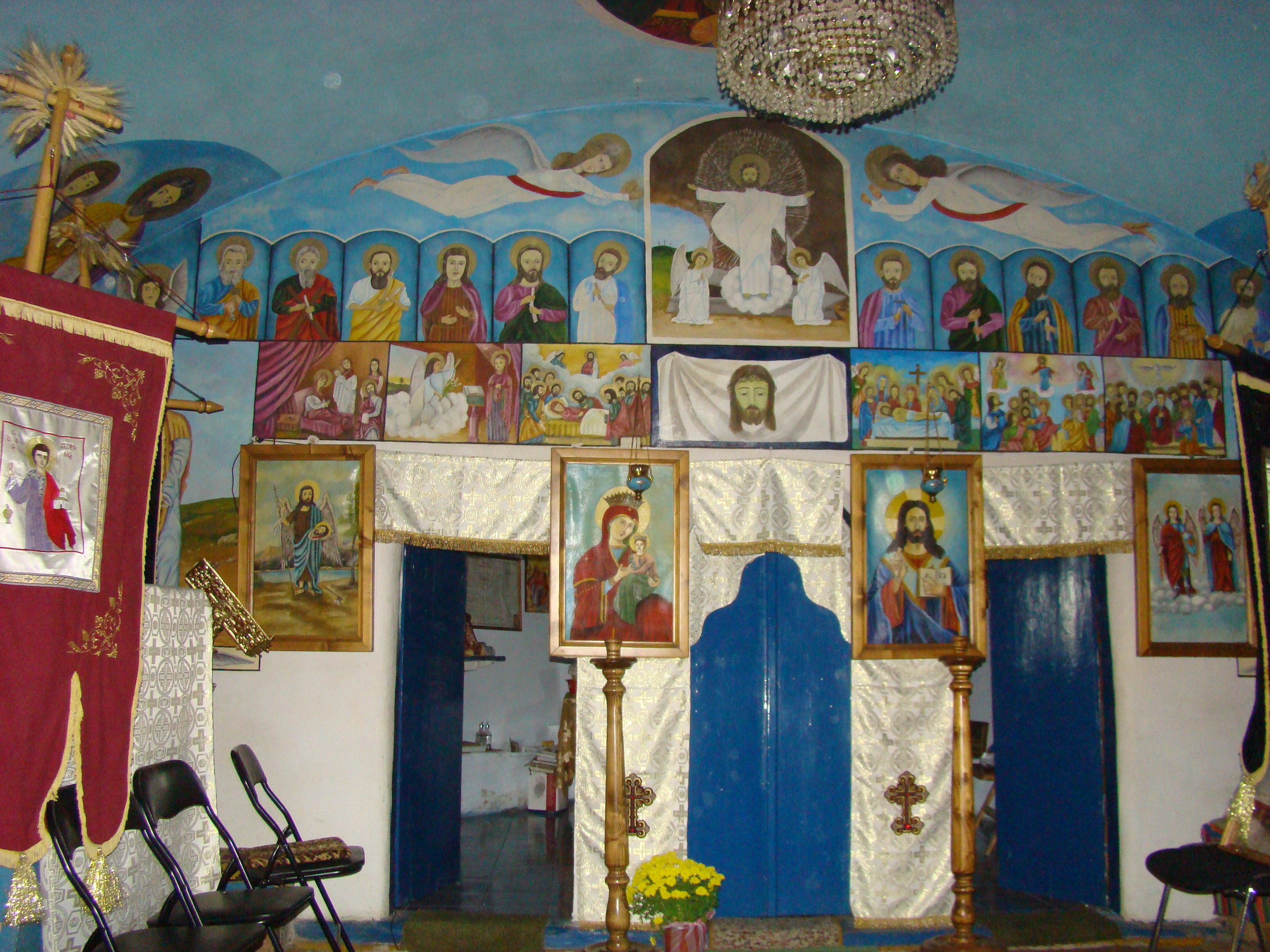
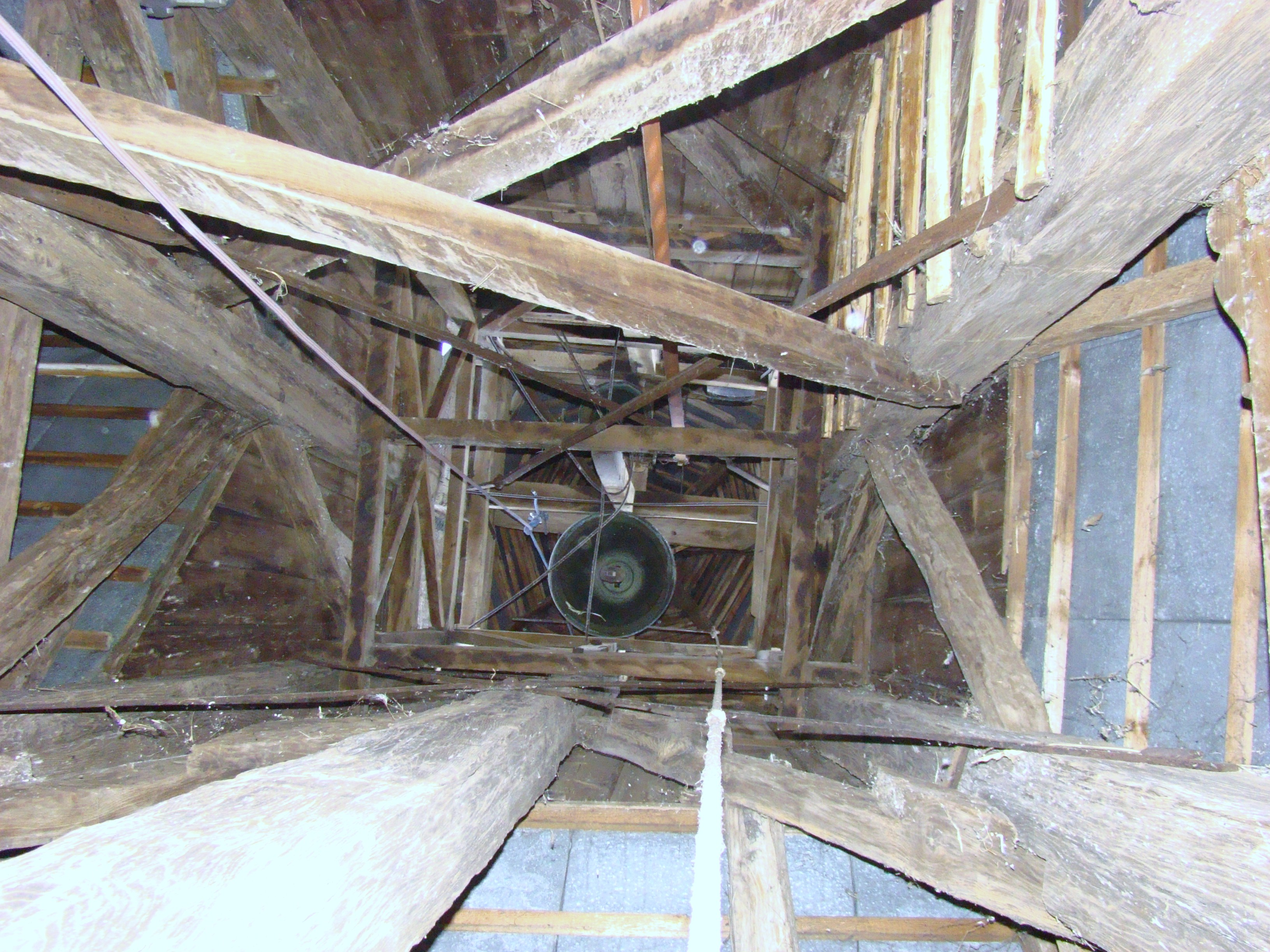